# AFC Ajax in het seizoen 2013/14 (mannen)
In het seizoen 2013/2014 komt AFC Ajax uit in de Nederlandse Eredivisie. Ajax is als regerend landskampioen geplaatst voor de groepsfase van de UEFA Champions League 2013/14. Het officiële seizoen werd geopend op 27 juli 2013 met een 3-2-overwinning op AZ in de wedstrijd om de Johan Cruijff Schaal 2013. Op vrijdag 2 augustus 2013 opende Ajax het Eredivisieseizoen tegen Roda JC met een 3-0-overwinning. Op 27 april 2014 werd Ajax voor de 4de keer op rij kampioen van Nederland door een gelijkspel tegen Heracles Almelo.

## Wedstrijdverslagen 2013/2014

### Vriendschappelijk 2013/2014
| |                                                           |                 |                                                                                               | |
| zaterdag 29 juni 2013, 14.30 uur | SDC Putten                                                | 1 - 4 ( 1 - 3 ) | AFC Ajax                                                                                      | Aanvoerder AFC Ajax : Christian Poulsen, Dico Koppers |
| Sportpark Puttereng, Putten 4.500 toeschouwers Scheidsrechter: Wim Bronsfoort Vriendschappelijk | Daniël van Schoor 28'                                     |                 | '18 Dejan Meleg '32 Davy Klaassen '45 Nicolai Boilesen '76 Jody Lukoki                        | Opstelling AFC Ajax eerste helft: Cillessen; Ligeon, Veltman, Denswil, Boilesen; Klaassen, Poulsen, Serero; Meleg, Sana, Boerrigter Opstelling AFC Ajax tweede helft: Van der Hart; Tete, Sporkslede, Nieuwpoort, Koppers; Boccara, Bazoer, De Kamps; Lukoki, Van Kessel, De Sa Toegepaste wissels AFC Ajax: '46 Cillessen Van der Hart '46 Ligeon Tete '46 Veltman Sporkslede '46 Denswil Nieuwpoort '46 Boilesen Koppers '46 Poulsen Boccara '46 Klaassen Bazoer '46 Serero De Kamps '46 Meleg Lukoki '46 Sana Van Kessel '46 Boerrigter De Sa           |
| Bijzonderheden: - Kenny Tete, Riechedly Bazoer, Joeri de Kamps, Dejan Meleg en Gino van Kessel maakten allen hun officieus debuut voor AFC Ajax. - Dico Koppers nam in de tweede helft de aanvoerdersband over van Christian Poulsen.                        |                                                           |                 |                                                                                               | |
| |                                                           |                 |                                                                                               | |
| zaterdag 6 juli 2013, 18.00 uur | Dynamo Dresden                                            | 0 - 3 ( 0 - 2 ) | AFC Ajax                                                                                      | Aanvoerder AFC Ajax : Siem de Jong, Lasse Schöne |
| Glücksgasstadion, Dresden 21.000 toeschouwers Scheidsrechter: - Vriendschappelijk |                                                           |                 | '3 Christian Eriksen '22 Christian Eriksen '48 Danny Hoesen '67 Fabian Sporkslede             | Opstelling AFC Ajax eerste helft: Vermeer; Ligeon, Veltman, Moisander, Boilesen; Poulsen, de Jong, Eriksen; Boerrigter, Sigthórsson, Fischer Opstelling AFC Ajax tweede helft: Cillessen; Nieuwpoort, Sporkslede, Denswil, Koppers; Schöne, Klaassen, Serero; Sana, Hoesen, Andersen Toegepaste wissels AFC Ajax: '46 Vermeer Cillessen '46 Ligeon Nieuwpoort '46 Veltman Sporkslede '46 Moisander Denswil '46 Boilesen Koppers '46 Poulsen Schöne '46 de Jong Klaassen '46 Eriksen Serero '46 Boerrigter Sana '46 Sigthórsson Hoesen '46 Fischer Andersen |
| Bijzonderheden: - Lasse Schöne nam in de rust de aanvoerdersband over van Siem de Jong. |                                                           |                 |                                                                                               | |
| |                                                           |                 |                                                                                               | |
| zaterdag 13 juli 2013, 16.00 uur | RKC Waalwijk                                              | 1 - 5 ( 1 - 4 ) | AFC Ajax                                                                                      | Aanvoerder AFC Ajax : Christian Poulsen |
| Mandemakers Stadion, Waalwijk 5.500 toeschouwers Scheidsrechter: Kevin Blom Vriendschappelijk | Robert Braber 19'                                         |                 | '17 Derk Boerrigter '21 Derk Boerrigter '28 Derk Boerrigter '32 Ruben Ligeon '79 Boban Lazić  | Basisopstelling AFC Ajax:Vermeer; Ligeon, Alderweireld, Denswil, Boilesen; Poulsen, Klaassen, Eriksen; Sana, Hoesen, Boerrigter Reservebank AFC Ajax: Leeuwenburgh, Sporkslede, Van der Hoorn, Gravenberch, Kuipers, Lobotka, Bazoer, El Hasnaoui, Lukoki, Krkić, Lazić Toegepaste wissels AFC Ajax: '46 Alderweireld Van der Hoorn '46 Klaassen Bazoer '63 Ligeon Sporkslede '63 Denswil Gravenberch '63 Boilesen Kuipers '63 Poulsen Lobotka '63 Eriksen El Hasnaoui '63 Sana Lukoki '63 Hoesen Krkić '63 Boerrigter Lazić                               |
| Bijzonderheden: - Mike van der Hoorn, Danzell Gravenberch, Bas Kuipers, Stanislav Lobotka, Abdel Malek El Hasnaoui, Bojan Krkić en Boban Lazić maakten allen hun officieus debuut voor AFC Ajax.                                                             |                                                           |                 |                                                                                               | |
| |                                                           |                 |                                                                                               | |
| zaterdag 13 juli 2013, 20.00 uur | De Graafschap                                             | 0 - 3 ( 0 - 0 ) | AFC Ajax                                                                                      | Aanvoerder AFC Ajax : Siem de Jong |
| De Vijverberg, Doetinchem 8.983 toeschouwers Scheidsrechter: Dennis Higler Vriendschappelijk |                                                           |                 | '49 Kolbeinn Sigthórsson '62 Viktor Fischer '66 Moses Daddy-Ajala Simon '78 Stanislav Lobotka | Basisopstelling AFC Ajax: Cillessen; van Rhijn, Moisander, Veltman, Blind; Schöne, de Jong, Serero; de Sa, Sigthórsson, Fischer Reservebank AFC Ajax: Schmitz, Gravenberch, Lukoki, Koppers, Nieuwpoort, Kuipers, Sporkslede, Daddy-Ajala Simon, Höner, Lobotka, El Hasnaoui, Lazić Toegepaste wissels AFC Ajax: '46 Blind Koppers '46 van Rhijn Nieuwpoort '63 Moisander Sporkslede '63 Veltman Denswil '63 de Jong Kuipers '63 Serero El Hasnaoui '63 de Sa Daddy-Ajala Simon '63 Fischer Höner                                                          |
| |                                                           |                 |                                                                                               | |
| vrijdag 19 juli 2013, 14.30 uur | CA Osasuna                                                | 0 - 1 ( 0 - 1 ) | AFC Ajax                                                                                      | Aanvoerder AFC Ajax : Lasse Schöne |
| Univé Stadion, Emmen 3.500 toeschouwers Scheidsrechter: Ed Janssen Vriendschappelijk |                                                           |                 | '7 Davy Klaassen '89 Derk Boerrigter                                                          | Basisopstelling AFC Ajax: Cillessen; Boilesen, Denswil, van der Hoorn, Ligeon; Schöne, Serero, Klaassen; Boerrigter, Hoesen, Sana Reservebank AFC Ajax: Leeuwenburgh, Koppers, Nieuwpoort, Sporkslede, Höner, Alderweireld, Bazoer Toegepaste wissels AFC Ajax: '60 van der Hoorn Alderweireld '46 Klaassen Bazoer |
| |                                                           |                 |                                                                                               | |
| vrijdag 19 juli 2013, 20.15 uur | Werder Bremen                                             | 2 - 3 ( 0 - 2 ) | AFC Ajax                                                                                      | Aanvoerder AFC Ajax : Siem de Jong |
| MEP Arena, Meppen 7.100 toeschouwers Scheidsrechter: Michael Weiner Vriendschappelijk | Joseph Akpala 84' Nils Petersen 90'                       |                 | '38 Daley Blind '43 Bojan Krkić '56 Christian Eriksen '88 Christian Eriksen                   | Basisopstelling AFC Ajax: Vermeer; van Rhijn, Veltman, Moisander, Blind; de Jong, Poulsen, Eriksen; Krkić, Sigthórsson, Fischer Reservebank AFC Ajax: Leeuwenburgh, Nieuwpoort, Sporkslede, Höner, Alderweireld, Koppers, deSa, Bazoer Toegepaste wissels AFC Ajax: '46 Krkić de Sa '63 Blind Alderweireld '63 van Rhijn Koppers |
| Bijzonderheden: - Bojan Krkić maakte zijn eerste officieuze doelpunt voor AFC Ajax. |                                                           |                 |                                                                                               | |
| |                                                           |                 |                                                                                               | |
| zondag 28 juli 2013 | AFC Ajax                                                  | 3 - 1 ( 2 - 0 ) | Willem II                                                                                     | Basisopstelling AFC Ajax: Cillessen; Ligeon, Van der Hoorn, Denswil, Boilesen; Klaassen, Poulsen, Serero; Sana, Hoesen, de Sa |
| Sportpark De Toekomst, Amsterdam Vriendschappelijk | Mike van der Hoorn 22' Tobias Sana 37' Thulani Serero 77' |                 | '71 Dries Wuytens                                                                             | Reservebank AFC Ajax: Lazić, Schmitz, Lobotka, El Hasnaoui |
| Bijzonderheden: - Deze oefenwedstrijd werd in het geheim zonder publiek afgewerkt. De spelers die tijdens de wedstrijd om de Johan Cruijff Schaal reserve waren, kwamen in actie. - Mike van der Hoorn maakte zijn eerste officieuze doelpunt voor AFC Ajax. |                                                           |                 |                                                                                               | |

##### Antalya Wintercup 2014
Ajax deed begin 2014 mee aan het toernooi om de Antalya Wintercup in Turkije. De kampioen van Nederland trapte het nieuwe kalenderjaar op 10 januari af met een wedstrijd tegen Galatasaray SK, de club van ex-Ajacied Wesley Sneijder. Vervolgens wachtte Ajax nog een duel met Trabzonspor in Antalya.
| |                                    |                 |                        | |
| vrijdag 10 januari 2014 19.00 uur | Galatasaray SK                     | 2 - 1 ( 1 - 0 ) | AFC Ajax               | Aanvoerder AFC Ajax : Siem de Jong, Christian Poulsen |
| Antalya Akdeniz University Stadium, Antalya Scheidsrechter: Soyadi Antalya Wintercup 2014                                                                         | Burak Yilmaz 6' Ibrahim Coskun 67' |                 | '47 Mike van der Hoorn | Opstelling AFC Ajax eerste helft: Cillessen; van Rhijn, Veltman, Moisander, Riedewald; Klaassen, Blind, Serero; Bojan, de Jong, Fischer Opstelling AFC Ajax tweede helft: Vermeer; Ligeon, van der Hoorn, Denswil, Duarte; Schöne, Poulsen, Andersen; de Sa, Hoesen, Sigthórsson Niet gebruikte spelers: van der Hart, Kishna |
| Bijzonderheden: - Door deze nederlaag speelde Ajax een dag later een wedstrijd op de 3de of 4de plaats tegen Trabzonspor.                                         |                                    |                 |                        | |
| |                                    |                 |                        | |
| zaterdag 11 januari 2014 19.00 uur | Trabzonspor                        | 1 - 1 ( 1 - 0 ) | AFC Ajax               | Aanvoerder AFC Ajax : Siem de Jong, Christian Poulsen |
| Antalya Akdeniz University Stadium, Antalya Scheidsrechter: Burak Astar Antalya Wintercup 2014                                                                    | Emre Güral 8'                      |                 | '87 Mike van der Hoorn | Opstelling AFC Ajax eerste helft: Cillessen; van Rhijn, Veltman, Moisander, Boilesen; Klaassen, Blind, Serero; Schöne, de Jong, Fischer Opstelling AFC Ajax tweede helft: Vermeer; Ligeon, van der Hoorn, Denswil, Riedewald; Andersen, Poulsen, Duarte; Bojan, Hoesen, Kishna Niet gebruikte spelers: van der Hart, de Sa    |
| Bijzonderheden: - Ricardo Kishna maakte zijn officieuze debuut voor AFC Ajax. - Na een 1 - 1 gelijkspel na 90 minuten verloor Ajax de wedstrijd na strafschoppen. |                                    |                 |                        | |

##### Trainingskamp Indonesië 2014
| |                  |               |                                                                                  | |
| zondag 11 mei 2014 13.30 uur | Persija Jakarta  | 0 - 3 (0 - 2) | AFC Ajax                                                                         | Aanvoerder AFC Ajax : Christian Poulsen |
| Gelora Bung Karno Stadion, Jakarta Trainingskamp Indonesië |                  |               | '14 Lucas Andersen '17 Mike van der Hoorn '39 Ricardo van Rhijn '71 Lerin Duarte | Basisopstelling AFC Ajax: Leeuwenburgh; van Rhijn, van der Hoorn, Denswil, Riedewald; Serero, Poulsen, Duarte; Becker, Andersen, de Sa Reservebank AFC Ajax: van der Hart, Moisander, Ligeon, Tete, Bazoer, de Jong Toegepaste wissels AFC Ajax: '46 van Rhijn Ligeon '54 Andersen Bazoer '65 Becker de Jong '68 Riedewald Tete |
| Bijzonderheden: - Peter Leeuwenburgh en Sheraldo Becker maakten beiden hun officieuze debuut voor Ajax. - Ajax speelde met rouwbanden ter nagedachtenis voor de slachtoffers van de natuurrampen die Indonesië en ook de Filipijnen enige tijd terug teisterden. |                  |               |                                                                                  | |
| |                  |               |                                                                                  | |
| woensdag 14 mei 2014 15.00 uur | Persib Bandung   | 1 - 1 (1 - 1) | AFC Ajax                                                                         | Aanvoerder AFC Ajax : Siem de Jong |
| Si Jalakharupat Stadion, Bandung Trainingskamp Indonesië | Makan Konaté 44' |               | '16 Stefano Denswil                                                              | Basisopstelling AFC Ajax: van der Hart; Ligeon, van der Hoorn, Denswil, Tete; Bazoer, Poulsen, Duarte; Becker, de Jong, de Sa Reservebank AFC Ajax: Leeuwenburgh, van Rhijn, Moisander, Andersen, Serero, Riedewald Toegepaste wissels AFC Ajax: '46 Ligeon Riedewald '46 de Jong Serero                                        |
| Bijzonderheden: - Christian Poulsen speelde zijn laatste wedstrijd voor AFC Ajax. |                  |               |                                                                                  | |

### Johan Cruijff Schaal 2013
| |                                                 |                                     |                                                                          | |
| zaterdag 27 juli 2013, 20.00 uur | AZ                                              | 2 - 3 ( 0 - 0 ) winst na verlenging | AFC Ajax                                                                 | Aanvoerder AFC Ajax : Siem de Jong |
| Amsterdam ArenA, Amsterdam 48.000 toeschouwers Scheidsrechter: Richard Liesveld Lijnrechter: Dave Goossens Lijnrechter: Hessel Steegstra Vierde official: Dennis Higler Johan Cruijff Schaal 2013 | Jóhann Berg Guðmundsson 51' Aron Jóhannsson 67' |                                     | '69 ( ed ) Jeffrey Gouweleeuw '75 Kolbeinn Sigthórsson '103 Siem de Jong | Basisopstelling AFC Ajax: Vermeer; van Rhijn, Alderweireld, Moisander, Blind; Eriksen, de Jong, Schöne; Bojan, Sigthórsson, Fischer Reservebank AFC Ajax: Cillessen, Poulsen, Veltman, Boilesen, Andersen, Serero, Hoesen Toegepaste wissels AFC Ajax: '64 Krkić Andersen '90 van Rhijn Veltman '105 Boilesen Blind |
| Bijzonderheden: - Tijdens deze wedstrijd werd voor het eerst bij een voetbalwedstrijd in Nederland gebruikgemaakt van 2 extra officials op de doellijnen. Reinold Wiedemeijer en Ed Jansen fungeerden als doellijnrechters. - Bojan Krkić maakte zijn officiële debuut voor AFC Ajax. - AFC Ajax won voor de 8ste keer in de geschiedenis de Johan Cruijff Schaal. |                                                 |                                     |                                                                          | |

### KNVB beker 2013/2014

##### Tweede ronde
| |                                                                                           |                                   |                                                     | |
| woensdag 25 september 2013, 20.45 uur | AFC Ajax                                                                                  | 4 - 2 (1 - 0) winst na verlenging | FC Volendam                                         | Aanvoerder AFC Ajax : Siem de Jong |
| Amsterdam ArenA, Amsterdam 27.715 toeschouwers Scheidsrechter: Ed Janssen Lijnrechter: Edwin de Vree Lijnrechter: Maurice Hoksbergen Vierde official: Edwin Boot KNVB beker Tweede ronde | Lucas Andersen 27' Lasse Schöne 82' Lasse Schöne 97' Danny Hoesen 112' Lasse Schöne '115' |                                   | '67 Robert Mühren '80 Nick Coster '94 Robert Mühren | Basisopstelling AFC Ajax: Cillessen; Ligeon, van der Hoorn, Moisander, Blind; Serero, de Jong, Duarte; Schöne, Hoesen, Andersen Reservebank AFC Ajax: Vermeer, van Rhijn, Poulsen, Fischer, Sana, Denswil, de Sa Toegepaste wissels AFC Ajax: '40 Serero Poulsen '77 Duarte de Sa '87 de Jong Fischer |
| Bijzonderheden: - Voorafgaande aan deze wedstrijd werd een minuut stilte gehouden en werden rouwbanden gedragen door Ajax vanwege het overlijden van Gerrie Mühren. Bij Volendam droeg alleen neef Robert Mühren een rouwband. Gerrie Mühren speelde zowel bij FC Volendam (102 duels) als bij Ajax (220 duels). Hij overleed 19 september op 67-jarige leeftijd. - Tevens werd deze minuut stilte gehouden voor oud-speler Arend van der Wel. Van der Wel overleed 16 september op 80-jarige leeftijd. - Thulani Serero verliet in de 40ste minuut geblesseerd het veld. - Lucas Andersen maakte zijn eerste officiële doelpunt voor AFC Ajax. - Door deze overwinning plaatste Ajax zich voor de derde ronde van de KNVB beker. |                                                                                           |                                   |                                                     | |

##### Derde ronde
| |                                                                               |               |                                                                                         | |
| dinsdag 29 oktober 2013, 18:45 uur | AFC Ajax                                                                      | 4 - 1 (3 - 1) | ASWH                                                                                    | Aanvoerder AFC Ajax : Siem de Jong |
| Amsterdam ArenA, Amsterdam 17.861 toeschouwers Scheidsrechter: Jeroen Sanders Lijnrechter: Wilco Hobbert Lijnrechter: Joost van Zuilen Vierde official: Tom Koekoek KNVB beker Derde ronde | Viktor Fischer '20 Danny Hoesen 42' Siem de Jong 45' Kolbeinn Sigthórsson 71' |               | '28 Michael van Dommelen '30 Bart van Muyen '35 Gilmaro van de Werp '52 Bas van Stokkum | Basisopstelling AFC Ajax: van der Hart; Ligeon, Veltman, Denswil, Blind; de Jong, Poulsen, Klaassen; Andersen, Hoesen, Fischer Reservebank AFC Ajax: Leeuwenburgh, van Rhijn, van der Hoorn, Lobotka, Serero, Acolatse, Sigthórsson Toegepaste wissels AFC Ajax: '18 Ligeon van Rhijn '66 de Jong Serero '66 Andersen Sigthórsson |
| Bijzonderheden: - Doelman Mickey van der Hart maakte zijn officiële debuut voor AFC Ajax. - Ruben Ligeon verliet in de 18de minuut geblesseerd het veld.                                   |                                                                               |               |                                                                                         | |

##### Achtste finale
| |                                   |                 |                                                      | |
| donderdag 19 december 2013, 20:45 uur | IJsselmeervogels                  | 0 - 3 ( 0 - 2 ) | AFC Ajax                                             | Aanvoerder AFC Ajax : Niklas Moisander |
| Sportpark De Westmaat, Spakenburg 7.500 toeschouwers Scheidsrechter: Tom van Sichem Lijnrechter: Arie Brink Lijnrechter: Jermaine Lapar Vierde official: Davy Otto KNVB beker Achtste finale | Tony Tol 23' Mike van de Laar 61' |                 | '4 Viktor Fischer '9 Danny Hoesen '63 Viktor Fischer | Basisopstelling AFC Ajax: Vermeer; Ligeon, Veltman, Moisander, Blind; Serero, Poulsen, Klaassen; Bojan, Hoesen, Fischer Reservebank AFC Ajax: van der Hart, Riedewald, Denswil, Andersen, Sigthórsson, Schöne, van Rhijn Toegepaste wissels AFC Ajax: '73 Blind Riedewald '74 Bojan Schöne '83 Ligeon van Rhijn |
| Bijzonderheden: - Jaïro Riedewald maakte zijn officiële debuut voor AFC Ajax. - Door deze overwinning plaatste Ajax zich voor de kwartfinale van de KNVB beker.                              |                                   |                 |                                                      | |

##### Kwartfinale
| |                                                   |               |                                          | |
| woensdag 22 januari 2014, 20:45 uur | AFC Ajax                                          | 3 - 1 (1 - 1) | Feyenoord                                | Aanvoerder AFC Ajax : Daley Blind |
| Amsterdam ArenA, Amsterdam 50.340 toeschouwers Scheidsrechter: Kevin Blom - Lijnrechter: Patrick Langkamp Lijnrechter: Hessel Steegstra Vierde official: Dennis Higler KNVB beker Kwartfinale | Viktor Fischer 34' Bojan 68' Thulani Serero 90+2' |               | '7 Jean-Paul Boëtius '34 Joris Mathijsen | Basisopstelling AFC Ajax: Vermeer; van Rhijn, Veltman, Denswil, Boilesen; Klaassen, Blind, Duarte; Schöne, Bojan, Fischer Reservebank AFC Ajax: Cillessen, Moisander, Poulsen, Sigthórsson, Hoesen, Serero, Ligeon Toegepaste wissels AFC Ajax: '73 Duarte Serero '76 Boilesen Poulsen '84 Bojan Sigthórsson |
| Bijzonderheden: - Door deze overwinning plaatste Ajax zich voor de halve finale van de KNVB beker.                                                                                            |                                                   |               |                                          | |

##### Halve finale
| |                                                                     |               | | |
| donderdag 27 maart 2014, 20.45 uur | AZ                                                                  | 0 - 1 (0 - 0) | AFC Ajax | Aanvoerder AFC Ajax : Niklas Moisander |
| AFAS Stadion, Alkmaar 16.321 toeschouwers Scheidsrechter: Pol van Boekel Lijnrechter: Bas van Dongen Lijnrechter: Dave Goossens Vierde official: Angelo Boonman Doellijnrechter: R. Wiedemeijer Doellijnrechter: Ricard Liesveld KNVB beker halve finale | Aron Jóhannsson (p) 34' Mattias Johansson 39' Mattias Johansson 47' |               | '7 Ricardo van Rhijn '32 Joël Veltman '33 Joël Veltman '33 Niklas Moisander '48 Lasse Schöne '71 Lesly de Sa | Basisopstelling AFC Ajax: Vermeer; van Rhijn, Veltman, Moisander, Boilesen; Klaassen, Blind, Serero; de Sa, Sigthórsson, Schöne Reservebank AFC Ajax: Cillessen, Poulsen, Duarte, Bojan, Denswil, Riedewald, Kishna Toegepaste wissels AFC Ajax: '46 Boilesen Denswil '69 Serero Duarte '73 de Sa Poulsen |
| Bijzonderheden: - Kenneth Vermeer stopte in de 34ste minuut een strafschop. - Frank de Boer boekte zijn 100ste officiële overwinning als coach van Ajax. - Door deze overwinning plaatste Ajax zich voor KNVB beker-finale tegen PEC Zwolle.             |                                                                     |               | | |

##### Finale
| | |               |                                      | |
| zondag 20 april 2014, 18.00 uur | PEC Zwolle                                                                                                   | 5 - 1 (4 - 1) | AFC Ajax                             | Aanvoerder AFC Ajax : Niklas Moisander, Daley Blind |
| Stadion Feyenoord, Rotterdam 42.500 toeschouwers Scheidsrechter: Bas Nijhuis Lijnrechter: Rob van de Ven Lijnrechter: Charles Schaap Vierde official: Berry Simons Doellijnrechter: E. Janssen Doellijnrechter: J. Kamphuis KNVB beker-finale | Ryan Thomas 7' Ryan Thomas 11' Guyon Fernandez 20' Bram van Polen 24' Guyon Fernandez 33' Bram van Polen 50' |               | '3 Ricardo van Rhijn '24 Daley Blind | Basisopstelling AFC Ajax: Vermeer; Van Rhijn, Moisander, Denswil, Boilesen; Blind, Klaassen, Serero; Schöne, Bojan, Sigthórsson Reservebank AFC Ajax: Cillessen, Van der Hoorn, Ligeon, Poulsen, Duarte, de Sa, Kishna Toegepaste wissels AFC Ajax: '54 Bojan de Sa '54 Moisander Poulsen '80 Schöne Kishna |
| Bijzonderheden: - De wedstrijd werd vrijwel direct na het eerste doelpunt gestaakt door scheidsrechter Nijhuis, omdat achter het doel van doelman Vermeer Ajax-supporters massaal vuurwerk het veld in gooiden. Politie-eenheden werden opgeroepen en financieel directeur Edwin van der Sar sprak het publiek toe, waarschuwend dat bij doorgaande misdragingen Ajax een nederlaag toegekend zou kunnen worden. - Pec Zwolle won voor het eerste in de geschiedenis van de club de KNVB beker. | |               |                                      | |

### UEFA Champions League 2013/2014
- De loting voor de groepsfase vond plaats op 29 augustus 2013 in Nyon, Zwitserland.

#### Groepsfase
| | |               |                                                                                                  | |
| woensdag 18 september 2013, 20.45 uur | FC Barcelona                                                                                            | 4 - 0 (1 - 0) | AFC Ajax                                                                                         | Aanvoerder AFC Ajax : Siem de Jong, Niklas Moisander, Christian Poulsen |
| Camp Nou, Barcelona 75.000 toeschouwers Scheidsrechter: Svein Oddvar Moen Lijnrechter: Kim Thomas Haglund Lijnrechter: Frank Andas Vierde official: Sven Erik Midthjell Doellijnrechter: Dag Vidar Hafsas Doellijnrechter: Svein-Erik Edvartsen Groepsfase UEFA Champions League Wedstrijddag 1 | Lionel Messi 22' Lionel Messi 55' Gerard Piqué 69' Lionel Messi 75'                                     |               | '25 Niklas Moisander '77 (p) Kolbeinn Sigthórsson '85 Stefano Denswil                            | Basisopstelling AFC Ajax: Vermeer; van Rhijn, Moisander, Denswil, Blind; Poulsen, Duarte, de Jong; Krkić, Sigthórsson, Boilesen Reservebank AFC Ajax: Cillessen, van der Hoorn, Hoesen, Sana, Schöne, Fischer, Serero Toegepaste wissels AFC Ajax: '59 de Jong Serero '73 Moisander van der Hoorn '78 Blind Schöne               |
| Bijzonderheden: - AFC Ajax speelde zijn 91ste Champions League-wedstrijd. Hiermee is Ajax van alle Nederlandse clubs de club met de meeste wedstrijden in het hoofdtoernooi van Europa. - Lerin Duarte, Mike van der Hoorn en Stefano Denswil maakten allen hun officiële debuut in Europa voor AFC Ajax in de UEFA Champions League. - Kolbeinn Sigthórsson miste in de 77ste minuut van de wedstrijd een strafschop.                                                                               | |               |                                                                                                  | |
| | |               |                                                                                                  | |
| dinsdag 1 oktober 2013, 20.45 uur | AFC Ajax                                                                                                | 1 - 1 (0 - 0) | AC Milan                                                                                         | Aanvoerder AFC Ajax : Siem de Jong |
| Amsterdam ArenA, Amsterdam 51.692 toeschouwers Scheidsrechter: Jonas Eriksson Lijnrechter: Daniel Wärnmark Lijnrechter: Mathias Klasenius Vierde official: Mehmet Culum Doellijnrechter: Stefan Johannesson Doellijnrechter: Markus Strömbergsson Groepsfase UEFA Champions League Wedstrijddag 2 | Stefano Denswil 90' Mike van der Hoorn 90+2'                                                            |               | '42 Kévin Constant '60 Mario Balotelli '90+4 (p) Mario Balotelli                                 | Basisopstelling AFC Ajax: Cillessen; van Rhijn, Moisander, Denswil, Blind; Poulsen, Duarte, de Jong; de Sa, Sigthórsson, Fischer Reservebank AFC Ajax: Vermeer, van der Hoorn, Boilesen, Andersen, Klaassen, Schöne, Hoesen Toegepaste wissels AFC Ajax: '59 Duarte Schöne '64 de Sa Andersen '77 Moisander van der Hoorn        |
| Bijzonderheden: - Lesly de Sa en Lucas Andersen maakten beiden hun officiële debuut in Europa voor AFC Ajax in de UEFA Champions League. - Jasper Cillessen maakte zijn officiële debuut in de UEFA Champions League voor AFC Ajax. - Stefano Denswil scoorde zijn eerste officiële Europese doelpunt voor AFC Ajax. | |               |                                                                                                  | |
| | |               |                                                                                                  | |
| dinsdag 22 oktober 2013, 20.45 uur | Celtic FC                                                                                               | 2 - 1 (1 - 0) | AFC Ajax                                                                                         | Aanvoerder AFC Ajax : Siem de Jong |
| Celtic Park, Glasgow 58.719 toeschouwers Scheidsrechter: Ivan Bebek Lijnrechter: Tomislav Petrović Lijnrechter: Miro Grgić Vierde official: Dalibor Conjar Doellijnrechter: Domagoj Vučkov Doellijnrechter: Goran Gabrilo Groepsfase UEFA Champions League Wedstrijddag 3 | James Forrest (p) 45' Virgil van Dijk 44' Beram Kayal 53' Nir Biton 88'                                 |               | '43 Joël Veltman '44 Christian Poulsen '90+4 Lasse Schöne                                        | Basisopstelling AFC Ajax: Cillessen; van Rhijn, Veltman, Denswil, Blind; de Jong, Poulsen, Serero; Andersen, Sigthórsson, Fischer Reservebank AFC Ajax: Vermeer, van der Hoorn, Hoesen, de Sa, Schöne, Boilesen, Klaassen Toegepaste wissels AFC Ajax: '68 Poulsen Boilesen '72 Fischer de Sa '80 van Rhijn Schöne               |
| Bijzonderheden: - Lucas Andersen stond voor het eerst in het basiselftal in een Champions League\|- valign=top | |               |                                                                                                  | |
| | |               |                                                                                                  | |
| woensdag 6 november 2013, 20.45 uur | AFC Ajax                                                                                                | 1 - 0 (0 - 0) | Celtic FC                                                                                        | Aanvoerder AFC Ajax : Siem de Jong |
| Amsterdam ArenA, Amsterdam 51.908 toeschouwers Scheidsrechter: Deniz Aytekin Lijnrechter: Guido Kleve Lijnrechter: Markus Haecker Vierde official: Holger Henschel Doellijnrechter: Tobias Welz Doellijnrechter: Bastian Dankert Groepsfase UEFA Champions League Wedstrijddag 4 | Davy Klaassen 40' Lasse Schöne 51' Stefano Denswil 68'                                                  |               | '19 Georgios Samaras '43 Emilio Izaguirre                                                        | Basisopstelling AFC Ajax: Cillessen; van Rhijn, Veltman, Denswil, Boilesen; Klaassen, Blind, Serero; Schöne, de Jong, Sigthórsson Reservebank AFC Ajax: Vermeer, Moisander, van der Hoorn, Poulsen, Andersen, Hoesen, Fischer Toegepaste wissels AFC Ajax: '72 Serero Fischer '83 Klaassen Poulsen '90 Sigthórsson van der Hoorn |
| Bijzonderheden: - Door deze overwinning steeg Ajax naar de derde plek in de poule. | |               |                                                                                                  | |
| | |               |                                                                                                  | |
| dinsdag 26 november 2013, 20.45 uur | AFC Ajax                                                                                                | 2 - 1 (2 - 0) | FC Barcelona                                                                                     | Aanvoerder AFC Ajax : Niklas Moisander |
| Amsterdam ArenA, Amsterdam 53.000 toeschouwers Scheidsrechter: Pavel Královec Lijnrechter: Roman Slysko Lijnrechter: Martin Wilczek Vierde official: Antonin Kordula Doellijnrechter: - Doellijnrechter: - Groepsfase UEFA Champions League Wedstrijddag 5 | Lasse Schöne 8' Thulani Serero 19' Danny Hoesen 42' Joël Veltman 48' Ricardo van Rhijn 59'              |               | '31 Gerard Piqué '39 Cesc Fàbregas '49 (p) Xavi '52 Andrés Iniesta '53 Neymar '68 Martín Montoya | Basisopstelling AFC Ajax: Cillessen; van Rhijn, Veltman, Moisander, Boilesen; Klaassen, Blind, Serero; Schöne, Hoesen, Fischer Reservebank AFC Ajax: Vermeer, Denswil, van der Hoorn, Poulsen, Duarte, Andersen, de Sa Toegepaste wissels AFC Ajax: '34 Boilesen Poulsen '51 Schöne Denswil '84 Hoesen Duarte                    |
| Bijzonderheden: - Dit duel was het 75ste Europese duel voor AFC Ajax in de Amsterdam Arena. - Door deze overwinning en het verlies van Celtic tegen AC Milan was Ajax minimaal verzekerd van de derde plaats. - Dit was de eerste officiële wedstrijd die Ajax wist te winnen van FC Barcelona. - Thulani Serero scoorde zijn eerste officiële Europese doelpunt voor AFC Ajax. - Danny Hoesen is de eerste speler die in een seizoen scoorde in Jupiler League, Eredivisie en UEFA Champions League | |               |                                                                                                  | |
| | |               |                                                                                                  | |
| woensdag 11 december 2013, 20.45 uur | AC Milan                                                                                                | 0 - 0 (0 - 0) | AFC Ajax                                                                                         | Aanvoerder AFC Ajax : Niklas Moisander |
| San Siro, Milaan 61.744 toeschouwers Scheidsrechter: Howard Webb Lijnrechter: Michael Mullarkey Lijnrechter: Darren Cann Vierde official: Peter Kirkup Doellijnrechter: Michael Leslie Doellijnrechter: Michael Jones Groepsfase UEFA Champions League Wedstrijddag 6 | Riccardo Montolivo 22' Mario Balotelli 71' Nigel de Jong 83' Mattia De Sciglio 88' Sulley Muntari 90+5' |               | '63 Daley Blind                                                                                  | Basisopstelling AFC Ajax: Cillessen; van Rhijn, Denswil, Moisander, Blind; Klaassen, Poulsen, Serero; Schöne, Krkić, Fischer Reservebank AFC Ajax: Vermeer, van der Hoorn, Hoesen, Sigthórsson, Andersen, Ligeon, de Sa Toegepaste wissels AFC Ajax: '46 Poulsen Hoesen '72 Krkić Sigthórsson '80 Serero van der Hoorn           |
| Bijzonderheden: - Joël Veltman was geschorst voor deze wedstrijd. - Door dit gelijke spel eindigde Ajax als derde in de poule. Hiermee werd de volgende ronde van UEFA Europa League behaald. | |               |                                                                                                  | |

###### Eindstand poule  - UEFA Champions League 2013/2014
| Nr. | Club           | Wedstrijden | Wedstrijden | Wedstrijden | Wedstrijden | Doelpunten | Doelpunten | Doelpunten | Punten |
| --- | -------------- | ----------- | ----------- | ----------- | ----------- | ---------- | ---------- | ---------- | ------ |
| Nr. | Club           | G           | W           | G           | V           | V          | T          | Saldo      | Punten |
| 1   | FC Barcelona * | 6           | 4           | 1           | 1           | 16         | 5          | +11        | 13     |
| 2   | AC Milan *     | 6           | 2           | 3           | 1           | 8          | 5          | +3         | 9      |
| 3   | AFC Ajax +     | 6           | 2           | 2           | 2           | 5          | 8          | −3         | 8      |
| 4   | Celtic FC      | 6           | 1           | 0           | 5           | 3          | 14         | −11        | 3      |

- (*) Geplaatst voor de knock-outronde van de UEFA Champions League
- (+) Geplaatst voor de tweede ronde van de UEFA Europa League

### UEFA Europa League 2013/2014
- De loting voor de knock-outfase vond plaats op 16 december 2013 in Nyon, Zwitserland.

#### Laatste 32
| |                                                                                       |               | | |
| donderdag 20 februari 2014, 21.05 uur | AFC Ajax                                                                              | 0 - 3 (0 - 3) | Red Bull Salzburg                                                                                         | Aanvoerder AFC Ajax : Siem de Jong |
| Amsterdam ArenA, Amsterdam 51.240 toeschouwers Scheidsrechter: Clément Turpin Lijnrechter: Frédéric Kano Lijnrechter: Nicolas Danos Vierde official: Cyril Gringore Doellijnrechter: Tony Chapron Doellijnrechter: Nicolas Rainville Laatste 32 UEFA Europa League Heenwedstrijd    | Joël Veltman 13' Siem de Jong 27' Daley Blind 77'                                     |               | '14 (p) Jonathan Soriano '19 Christoph Leitgeb '21 Sadio Mané '35 Jonathan Soriano '42 Martin Hinteregger | Basisopstelling AFC Ajax: Cillessen; van Rhijn, Veltman, Moisander, Duarte, Klaassen, Blind, de Jong, Sigthórsson, Bojan, Fischer Reservebank AFC Ajax: Vermeer, Denswil, Riedewald, Poulsen, Andersen, Kishna Toegepaste wissels AFC Ajax: '60 Sigthórsson Kishna '60 Duarte Poulsen '81 Klaassen Andersen          |
| Bijzonderheden: - Lasse Schöne viel tijdens de warming-up geblesseerd uit. Kolbeinn Sigthórsson was zijn vervanger in de basis-opstelling. - Ricardo Kishna maakte zijn officiële debuut voor AFC Ajax.                                                                             |                                                                                       |               | | |
| |                                                                                       |               | | |
| donderdag 27 februari 2014, 19.00 uur | Red Bull Salzburg                                                                     | 3 - 1 (0 - 0) | AFC Ajax                                                                                                  | Aanvoerder AFC Ajax : Siem de Jong |
| Red Bull Arena, Salzburg 29.320 toeschouwers Scheidsrechter: Paolo Tagliavento Lijnrechter: Mauro Tonolini Lijnrechter: Lorenzo Manganelli Vierde official: Alessandro Costanzo Doellijnrechter: Antonio Damato Doellijnrechter: Carmine Russo Laatste 32 UEFA Europa League Return | Christoph Leitgeb 43' Mike van der Hoorn (ed) 56' Sadio Mané 66' Jonathan Soriano 77' |               | '27 Christian Poulsen '49 Stefano Denswil '82 Davy Klaassen                                               | Basisopstelling AFC Ajax: Cillessen; van Rhijn, van der Hoorn, Denswil, Blind; Klaassen, Poulsen, de Jong; de Sa, Sigthórsson, Duarte Reservebank AFC Ajax: Vermeer, Riedewald, Veltman, Moisander, Bojan, Andersen, Kishna Toegepaste wissels AFC Ajax: '63 Poulsen Riedewald '63 de Jong Bojan '78 Duarte Andersen |
| Bijzonderheden: - Door deze nederlaag is Ajax definitief uitgeschakeld voor verder Europees voetbal dit seizoen. |                                                                                       |               | | |

### Nederlandse Eredivisie 2013/2014
| | |                 | | |
| vrijdag 2 augustus 2013, 20:00 uur | AFC Ajax | 3 - 0 ( 2 - 0 ) | Roda JC | Aanvoerder AFC Ajax : Siem de Jong |
| Amsterdam ArenA, Amsterdam 51.445 toeschouwers Scheidsrechter: Danny Makkelie Lijnrechter: Berry Simons Lijnrechter: Bas van Dongen Vierde official: Edwin van de Graaf Eredivisie Speelronde 1 | Ricardo van Rhijn 8' Ricardo van Rhijn 27' Siem de Jong 31' Daley Blind 68' Viktor Fischer 85'                                  |                 | '69 (p) Wiljan Pluim '73 Ard van Peppen                                                                        | Basisopstelling AFC Ajax: Vermeer; van Rhijn, Alderweireld, Moisander, Blind,; Poulsen, Eriksen, de Jong; Bojan, Sigthórsson, Fischer Reservebank AFC Ajax: Cillessen, Van der Hoorn, Boilesen, Schöne, Serero, Sana, Hoesen Toegepaste wissels AFC Ajax: '67 Bojan Sana '75 Sigthórsson Schöne '84 Blind Boilesen            |
| Bijzonderheden: - Siem de Jong speelde zijn 150ste competitieduel voor AFC Ajax. - Roda-speler Wiljan Pluim miste in de 69ste minuut een strafschop. - Omdat het deze dag zo heet was werden er tijdens de wedstrijd drinkpauzes gehouden. | |                 | | |
| | |                 | | |
| zondag 11 augustus 2013, 14:30 uur | AZ | 3 - 2 (1 - 1)   | AFC Ajax | Aanvoerder AFC Ajax : Siem de Jong |
| AFAS Stadion, Alkmaar 16.268 toeschouwers Scheidsrechter: Bas Nijhuis Lijnrechter: Angelo Boonman Lijnrechter: Rob van de Ven Vierde official: Jeroen Sanders Eredivisie Speelronde 2 | Roy Beerens 45' Mattias Johansson 52' Nick Viergever 63' Aron Jóhannsson (p) 66' Viktor Elm 74'                                 |                 | '21 Christian Eriksen '41 Bojan '59 Siem de Jong '65 Ricardo van Rhijn                                         | Basisopstelling AFC Ajax: Vermeer; van Rhijn, Alderweireld, Moisander, Blind; Eriksen, Schöne, de Jong; Bojan, Sigthórsson, Fischer Reservebank AFC Ajax: Cillessen, Van der Hoorn, Poulsen, Serero, Andersen, Hoesen, Ligeon Toegepaste wissels AFC Ajax: '46 Vermeer Cillessen '67 Bojan Ligeon '71 Fischer Poulsen         |
| Bijzonderheden: - AZ en Ajax speelden aan het begin van het seizoen al tegen elkaar, toen Ajax met een 2-3-overwinning zich verzekerde van de winst op de Johan Cruijff Schaal 2013. - Doelman Kenneth Vermeer bleef vanwege misselijkheid in de rust achter in de kleedkamer. Jasper Cillessen was zijn vervanger. | |                 | | |
| | |                 | | |
| Zondag 18 augustus 2013, 12:30 uur | AFC Ajax | 2 - 1 (2 - 1)   | Feyenoord | Aanvoerder AFC Ajax : Toby Alderweireld |
| Amsterdam ArenA, Amsterdam 52.581 toeschouwers Scheidsrechter: Björn Kuipers Lijnrechter: Sander van Roekel Lijnrechter: Erwin Zeinstra Vierde official: Reinold Wiedemeijer Eredivisie Speelronde 3 | Christian Eriksen 9' Kolbeinn Sigthórsson (p) 31' Kolbeinn Sigthórsson 37'                                                      |                 | '9 Graziano Pellè '30 Ruud Vormer '31 Erwin Mulder '32 Lex Immers '92+2 Tonny Vilhena                          | Basisopstelling AFC Ajax: Vermeer; Ligeon, Alderweireld, Moisander, Blind; Schöne, Poulsen, Eriksen; Bojan, Sigthórsson, Fischer Reservebank AFC Ajax: Cillessen, Van der Hoorn, Boilesen, Andersen, Serero, Sana, Hoesen Toegepaste wissels AFC Ajax: '46 Bojan Hoesen '67 Schöne Serero '88 Ligeon van der Hoorn            |
| Bijzonderheden: - Rechtsback Ricardo van Rhijn was voor deze wedstrijd geschorst. - Daley Blind speelde zijn 100ste wedstrijd voor AFC Ajax. Hij is daarmee de 150ste speler die deze mijlpaal bereikte voor de club. - Mike van der Hoorn maakte zijn officiële debuut voor AFC Ajax. | |                 | | |
| | |                 | | |
| Vrijdag 23 augustus 2013, 20:00 uur | sc Heerenveen | 3 - 3 (3 - 2)   | AFC Ajax | Aanvoerder AFC Ajax : Toby Alderweireld |
| Abe Lenstra Stadion, Heerenveen 25.205 toeschouwers Scheidsrechter: Pieter Vink Lijnrechter: Wilco Lobbert Lijnrechter: Rob Meenhuis Vierde official: Jeroen Manschot Eredivisie Speelronde 4 | Alfred Finnbogason 23' Alfred Finnbogason 32' Hakim Ziyech 35' Magnus Wolff Eikrem 43' Luciano Slagveer 58' Marten de Roon 70'  |                 | '13 Niklas Moisander '18 Kolbeinn Sigthórsson '36 Ricardo van Rhijn '62 Nicolai Boilesen '65 Christian Eriksen | Basisopstelling AFC Ajax: Vermeer; van Rhijn, Alderweireld, Moisander, Boilesen; Schöne, Poulsen, Eriksen; Bojan, Sigthórsson, Fischer Reservebank AFC Ajax: Cillessen, Blind, Denswil, Ligeon, Serero, Sana, Hoesen Toegepaste wissels AFC Ajax: '46 Schöne Serero '61 Fischer Sana '83 Bojan Hoesen                         |
| | |                 | | |
| Zondag 1 september 2013, 12:30 uur | FC Groningen | 1 - 1 (0 - 1)   | AFC Ajax | Aanvoerder AFC Ajax : Niklas Moisander |
| Euroborg, Groningen 21.670 toeschouwers Scheidsrechter: Serdar Gözübüyük Lijnrechter: Charl Schaap Lijnrechter: Hessel Steegstra Vierde official: Tom Koekoek Eredivisie Speelronde 5 | Género Zeefuik 76' Tjaronn Chery 79' Nick van der Velden 90+3'                                                                  |                 | '18 Lasse Schöne '84 Viktor Fischer '90+3 Nicolai Boilesen                                                     | Basisopstelling AFC Ajax: Vermeer; Van Rhijn, Moisander, Boilesen, Denswil; Poulsen, Schöne, Serero; Sigthórsson, Bojan, Sana Reservebank AFC Ajax: Cillessen, Van der Hoorn, Ligeon, Andersen, Klaassen, Fischer, Hoesen Toegepaste wissels AFC Ajax: '69 Sigthórsson Hoesen '81 Sana Fischer '83 Bojan Andersen             |
| | |                 | | |
| Zaterdag 14 september 2013, 18:45 uur | AFC Ajax | 2 - 1 (0 - 0)   | PEC Zwolle | Aanvoerder AFC Ajax : Niklas Moisander |
| Amsterdam ArenA, Amsterdam 51.488 toeschouwers Scheidsrechter: Reinold Wiedemeijer Lijnrechter: Nicky Siebert Lijnrechter: Erik Kleinjan Vierde official: Allard Lindhout Eredivisie Speelronde 6 | Nicolai Boilesen 56' Thulani Serero 73' Maikel van der Werff (ed) 76'                                                           |                 | '56 Bram van Polen '58 Stef Nijland '89 Giovanni Gravenbeek                                                    | Basisopstelling AFC Ajax: Vermeer; van Rhijn, Moisander, Denswil, Boilesen; Schöne, Duarte, Serero; Sana, Hoesen, Fischer Reservebank AFC Ajax: Cillessen, Poulsen, van der Hoorn, Blind, de Jong, Sigthórsson, Bojan Toegepaste wissels AFC Ajax: '63 Fischer Bojan '63 Hoesen de Jong '70 Duarte Sigthórsson                |
| Bijzonderheden: - Lerin Duarte maakte zijn officiële debuut voor AFC Ajax. - Siem de Jong maakte na een maand afwezig te zijn vanwege een klaplong zijn rentree in het elftal. | |                 | | |
| | |                 | | |
| Zondag 22 september 2013, 16:30 uur | PSV | 4 - 0 (0 - 0)   | AFC Ajax | Aanvoerder AFC Ajax : Siem de Jong |
| Philips Stadion, Eindhoven 33.300 toeschouwers Scheidsrechter: Bas Nijhuis Lijnrechter: Rob van de Ven Lijnrechter: Charl Schaap Vierde official: Ed Janssen Eredivisie Speelronde 7 | Tim Matavž 53' Jetro Willems 61' Oscar Hiljemark 64' Park Ji-sung 68'                                                           |                 | '67 Siem de Jong                                                                                               | Basisopstelling AFC Ajax: Vermeer; van Rhijn, Moisander, Denswil, Blind; Schöne, Serero, de Jong; Sigthórsson, Bojan, Fischer Reservebank AFC Ajax: Cillessen, van der Hoorn, Poulsen, Hoesen, Andersen, Boilesen, Duarte Toegepaste wissels AFC Ajax: '69 de Jong Duarte '76 Sigthórsson Andersen '80 Blind Boilesen         |
| Bijzonderheden: - Tijdens deze wedstrijd waren geen Ajax-supporters aanwezig. - Deze nederlaag was voor trainer Frank de Boer de grootste nederlaag in de Eredivisie. | |                 | | |
| | |                 | | |
| Zaterdag 28 september 2013, 20:45 uur | AFC Ajax | 6 - 0 (0 - 0)   | Go Ahead Eagles                                                                                                | Aanvoerder AFC Ajax : Siem de Jong |
| Amsterdam ArenA, Amsterdam 48.587 toeschouwers Scheidsrechter: Tom van Sichem Lijnrechter: Angelo Boonman Lijnrechter: Mark Strijker Vierde official: Jeroen Manschot Eredivisie Speelronde 8 | Jop van der Linden (ed) 48' Lesly de Sa 50' Kolbeinn Sigthórsson 52' Kolbeinn Sigthórsson 53' Lerin Duarte 64' Siem de Jong 68' |                 | '10 Erik Falkenburg '59 Deniz Türüç '68 Xandro Schenk                                                          | Basisopstelling AFC Ajax: Cillessen; van Rhijn, Moisander, Denswil, Boilesen; de Jong, Poulsen, Duarte; de Sa, Bojan, Fischer Reservebank AFC Ajax: Vermeer, van der Hoorn, Blind, Schöne, Sigthórsson, Klaassen, Andersen Toegepaste wissels AFC Ajax: '5 Bojan Sigthórsson '64 Sigthórsson Klaassen '69 de Sa Andersen      |
| Bijzonderheden: - Voor het eerst dit Eredivisie-seizoen begon doelman Jasper Cillessen in de basis. - Bojan viel in de 5de minuut uit met een hamstringblessure. - Lerin Duarte maakte zijn eerste officiële doelpunt voor AFC Ajax. - Deze overwinning was de grootste overwinning van dit seizoen tot nu toe. | |                 | | |
| | |                 | | |
| zondag 6 oktober 2013, 12:30 uur | AFC Ajax | 3 - 0 (1 - 0)   | FC Utrecht | Aanvoerder AFC Ajax : Siem de Jong, Christian Poulsen |
| Amsterdam ArenA, Amsterdam 49.294 toeschouwers Scheidsrechter: Kevin Blom Lijnrechter: Hessel Steegstra Lijnrechter: Jan de Vries Vierde official: Jeroen Sanders Eredivisie Speelronde 9 | Thulani Serero 45' Davy Klaassen 59' Danny Hoesen 90+1'                                                                         |                 | '17 Yassin Ayoub '26 Johan Mårtensson                                                                          | Basisopstelling AFC Ajax: Cillessen; van Rhijn, van der Hoorn, Denswil, Blind; de Jong, Poulsen, Klaassen; de Sa, Sigthórsson, Fischer Reservebank AFC Ajax: Vermeer, Veltman, Serero, Andersen, Hoesen, Schöne, Boilesen Toegepaste wissels AFC Ajax: '25 de Jong Serero '69 de Sa Andersen '81 Sigthórsson Hoesen           |
| Bijzonderheden: - Siem de Jong verliet in de 25ste minuut met een hamstringblessure het veld. | |                 | | |
| | |                 | | |
| zaterdag 19 oktober 2013, 20:45 uur | FC Twente | 1 - 1 (1 - 0)   | AFC Ajax | Aanvoerder AFC Ajax : Siem de Jong |
| De Grolsch Veste, Enschede 30.000 toeschouwers Scheidsrechter: Pieter Vink Lijnrechter: Roger Geutjes Lijnrechter: Rob Meenhuis Vierde official: Reinold Wiedemeijer Eredivisie Speelronde 10 | Luc Castaignos 22' Rasmus Bengtsson 90'                                                                                         |                 | '70 Thulani Serero '81 Kolbeinn Sigthórsson                                                                    | Basisopstelling AFC Ajax: Cillessen; van Rhijn, Veltman, Denswil, Boilesen; de Jong, Blind, Serero; Andersen, Sigthórsson, Fischer Reservebank AFC Ajax: Vermeer, Poulsen, van der Hoorn, Klaassen, Schöne, Hoesen, de Sa Toegepaste wissels AFC Ajax: '71 van Rhijn Schöne '82 Andersen de Sa '82 Sigthórsson Hoesen         |
| | |                 | | |
| zaterdag 26 oktober 2013, 20:45 uur | AFC Ajax | 0 - 0 (0 - 0)   | RKC Waalwijk                                                                                                   | Aanvoerder AFC Ajax : Siem de Jong |
| Amsterdam ArenA, Amsterdam 48.256 toeschouwers Scheidsrechter: Eric Braamhaar Lijnrechter: Nicky Siebert Lijnrechter: Erik Kleinjan Vierde official: Jeroen Manschot Eredivisie Speelronde 11 | Stefano Denswil 72' Davy Klaassen 80'                                                                                           |                 | '46 Sander Duits '69 Peter Jungschläger '87 Jean-David Beauguel                                                | Basisopstelling AFC Ajax: Cillessen; Schöne, Veltman, Denswil, Boilesen; de Jong, Blind, Serero; Andersen, Sigthórsson, Fischer Reservebank AFC Ajax: Vermeer, van der Hoorn, van Rhijn, Poulsen, Sana, Klaassen, Hoesen Toegepaste wissels AFC Ajax: '50 Schöne van Rhijn '69 Sigthórsson Hoesen '80 de Jong Klaassen        |
| | |                 | | |
| Zaterdag 2 november 2013, 18:45 uur | AFC Ajax | 0 - 1 (0 - 0)   | Vitesse | Aanvoerder AFC Ajax : Siem de Jong |
| Amsterdam ArenA, Amsterdam 51.377 toeschouwers Scheidsrechter: Bas Nijhuis Lijnrechter: Rob van de Ven Lijnrechter: Charl Schaap Vierde official: Ed Janssen Eredivisie Speelronde 12 | Christian Poulsen 63' Daley Blind 73'                                                                                           |                 | '55 Marko Vejinović '78 Davy Pröpper '89 Gael Kakuta '90 Valeri Qazaishvili                                    | Basisopstelling AFC Ajax: Cillessen, van Rhijn, Veltman, Denswil, Blind, Poulsen, de Jong, Serero, Andersen, Sigthórsson, Fischer Reservebank AFC Ajax: Vermeer, van der Hoorn, Boilesen, Klaassen, Sana, Schöne, Hoesen Toegepaste wissels AFC Ajax: '68 Poulsen Boilesen '77 Andersen Klaassen '83 Fischer Schöne           |
| Bijzonderheden: | |                 | | |
| | |                 | | |
| Zondag 10 november 2013, 14:30 uur | N.E.C. | 0 - 3 (0 - 2)   | AFC Ajax | Aanvoerder AFC Ajax : Siem de Jong |
| Goffertstadion, Nijmegen 12.000 toeschouwers Scheidsrechter: Björn Kuipers Lijnrechter: Sander van Roekel Lijnrechter: Erwin Zeinstra Vierde official: Erwin Blank Eredivisie Speelronde 13 | Michael Higdon 58' Jeffrey Leiwakabessy 66' Marcel Stutter 90'                                                                  |                 | '26 Siem de Jong '28 Nicolai Boilesen '72 Siem de Jong                                                         | Basisopstelling AFC Ajax: Cillessen; van Rhijn, Veltman, Denswil, Boilesen; Klaassen, Blind, Serero; Schöne, de Jong, Sigthórsson Reservebank AFC Ajax: Vermeer, Moisander, Poulsen, van der Hoorn, Fischer, Andersen, Hoesen Toegepaste wissels AFC Ajax: '50 Daley Blind Poulsen '65 Sigthórsson Fischer '84 de Jong Hoesen |
| Bijzonderheden: - Deze zege was de eerste uitzege van dit seizoen. | |                 | | |
| | |                 | | |
| Zaterdag 23 november 2013, 20:45 uur | AFC Ajax | 3 - 0 (1 - 0)   | Heracles Almelo                                                                                                | Aanvoerder AFC Ajax : Niklas Moisander |
| Amsterdam ArenA, Amsterdam 49.747 toeschouwers Scheidsrechter: Pol van Boekel Lijnrechter: Nicky Siebert Lijnrechter: Roger Geutjes Vierde official: Merlijn Gerritsen Eredivisie Speelronde 14 | Danny Hoesen 2' Viktor Fischer 56' Davy Klaassen 79'                                                                            |                 | '44 Bryan Linssen '52 Thomas Bruns '80 Ben Rienstra                                                            | Basisopstelling AFC Ajax: Cillessen; van Rhijn, Veltman, Moisander, Boilesen; Klaassen, Blind, Serero; Schöne, Hoesen, Fischer Reservebank AFC Ajax: Vermeer, van der Hoorn, Sana, Andersen, de Sa, Poulsen, Denswil Toegepaste wissels AFC Ajax: '72 Daley Blind Poulsen '72 Schöne de Sa '84 Boilesen Denswil               |
| | |                 | | |
| Zondag 1 december 2013, 12:30 uur | ADO Den Haag | 0 - 4 (0 - 2)   | AFC Ajax | Aanvoerder AFC Ajax : Daley Blind, Niklas Moisander |
| Kyocera Stadion, Den Haag 13.236 toeschouwers Scheidsrechter: Reinold Wiedemeijer Lijnrechter: Patrick Langkamp Lijnrechter: Peter Janson Vierde official: Jeroen Manschot Eredivisie Speelronde 15 | Gianni Zuiverloon 12' Michiel Kramer 20' Tom Beugelsdijk 54'                                                                    |                 | '10 Davy Klaassen '33 Ricardo van Rhijn '34 Viktor Fischer '49 Daley Blind '68 Ricardo van Rhijn '90 Bojan     | Basisopstelling AFC Ajax: Cillessen; van Rhijn, Veltman, Denswil, Blind; Klaassen, Serero, Duarte; Schöne, Hoesen, Fischer Reservebank AFC Ajax: Vermeer, Moisander, van der Hoorn, Poulsen, de Sa, Andersen, Bojan Toegepaste wissels AFC Ajax: '66 Schöne Bojan '82 Klaassen Poulsen '85 Blind Moisander                    |
| Bijzonderheden: - Frank de Boer zat tijdens deze wedstrijd voor de 100ste keer op de bank als coach van Ajax. - Niklas Moisander speelde zijn 150ste duel in de Eredivisie. | |                 | | |
| | |                 | | |
| Zaterdag 7 december 2013, 18:45 uur | AFC Ajax | 4 - 0 (2 - 0)   | NAC Breda | Aanvoerder AFC Ajax : Niklas Moisander |
| Amsterdam ArenA, Amsterdam 50.189 toeschouwers Scheidsrechter: Danny Makkelie Lijnrechter: Dave Goossens Lijnrechter: Bas van Dongen Vierde official: Siemen Mulder Eredivisie Speelronde 16 | Davy Klaassen 35' Davy Klaassen 45+1' Davy Klaassen 64' Bojan 68' Bojan 74'                                                     |                 | '30 Kees Kwakman '36 Sepp De Roover '60 Kenny van der Weg '88 Joey Suk                                         | Basisopstelling AFC Ajax: Cillessen; van Rhijn, Veltman, Moisander, Ligeon; Klaassen, Blind, Serero; Schöne, Hoesen, Fischer Reservebank AFC Ajax: Vermeer, Denswil, van der Hoorn, Poulsen, de Sa, Andersen, Bojan Toegepaste wissels AFC Ajax: '62 Hoesen Bojan '66 Ligeon Poulsen '72 Veltman Denswil                      |
| Bijzonderheden: - Voorafgaand aan alle Eredivisie wedstrijden in speelronde 16 werd een minuut stilte gehouden wegens het overlijden van Nelson Mandela | |                 | | |
| | |                 | | |
| Zondag 15 december 2013, 12:30 uur | SC Cambuur | 1 - 2 (0 - 1)   | AFC Ajax | Aanvoerder AFC Ajax : Niklas Moisander |
| Cambuurstadion, Leeuwarden 10.000 toeschouwers Scheidsrechter: Pieter Vink Lijnrechter: Roger Geutjes Lijnrechter: Rob Meenhuis Vierde official: Rogier Honig Eredivisie Speelronde 17 | Marcel Ritzmaier 17' Michiel Hemmen 82' Marcel Ritzmaier 90+1'                                                                  |                 | '40 Lasse Schöne '90+2 Davy Klaassen                                                                           | Basisopstelling AFC Ajax: Cillessen; van Rhijn, Veltman, Moisander, Ligeon; Klaassen, Blind, Serero; Schöne, Sigthórsson, Andersen Reservebank AFC Ajax: Vermeer, Denswil, Riedewald, Poulsen, Bojan, Hoesen, Fischer Toegepaste wissels AFC Ajax: '70 Sigthórsson Hoesen '70 Andersen Fischer '82 Ligeon Poulsen Denswil     |
| Bijzonderheden: - Jaïro Riedewald zat voor de eerste keer bij de selectie van Ajax. - Daley Blind speelde zijn 100ste Eredivisie-duel in zijn loopbaan. | |                 | | |
| | |                 | | |
| Zondag 22 december 2013, 12:30 uur | Roda JC | 1 - 2 (1 - 0)   | AFC Ajax | Aanvoerder AFC Ajax : Niklas Moisander |
| Parkstad Limburg Stadion, Kerkrade 18.058 toeschouwers Scheidsrechter: Bas Nijhuis Lijnrechter: Charl Schaap Lijnrechter: Wilco Lobbert Vierde official: Jeroen Sanders Eredivisie Speelronde 18 | Henk Dijkhuizen 34' Henk Dijkhuizen 45' Ard van Peppen 69'                                                                      |                 | '88 Jaïro Riedewald '90+2 Jaïro Riedewald '90+3 Jaïro Riedewald                                                | Basisopstelling AFC Ajax: Cillessen; van Rhijn, Veltman, Moisander, Blind; Klaassen, Poulsen, Serero; Schöne, Sigthórsson, Fischer Reservebank AFC Ajax: Vermeer, Denswil, Ligeon, Duarte, Hoesen, Riedewald, Bojan Toegepaste wissels AFC Ajax: '66 Sigthórsson Hoesen '66 Fischer Bojan '80 Poulsen Riedewald               |
| Bijzonderheden: - Jaïro Riedewald maakte zijn officiële Eredivisie-debuut en tevens zijn eerste officiële doelpunt voor AFC Ajax. - Door deze overwinning ging Ajax als winterkampioen de winterstop in. | |                 | | |
| | |                 | | |
| Zondag 19 januari 2014, 16:30 uur | AFC Ajax | 1 - 0 (0 - 0)   | PSV | Aanvoerder AFC Ajax : Niklas Moisander |
| Amsterdam ArenA, Amsterdam 51.396 toeschouwers Scheidsrechter: Björn Kuipers Lijnrechter: Angelo Boonman Lijnrechter: Erwin Zeinstra Vierde official: Reinold Wiedemeijer Eredivisie Speelronde 19 | Kolbeinn Sigthórsson 64' |                 | | Basisopstelling AFC Ajax: Cillessen; van Rhijn, Veltman, Moisander, Boilesen; Blind, Klaassen, Serero; Schöne, Sigthórsson, Fischer Reservebank AFC Ajax: Vermeer, Denswil, Poulsen,Duarte, Riedewald, Bojan, Hoesen Toegepaste wissels AFC Ajax: '76 Sigthórsson Hoesen '86 Serero Poulsen                                   |
| | |                 | | |
| Zondag 26 januari 2014, 14:30 uur | Go Ahead Eagles | 0 - 1 (0 - 0)   | AFC Ajax | Aanvoerder AFC Ajax : Niklas Moisander |
| De Adelaarshorst, Deventer 7.938 toeschouwers Scheidsrechter: R. Wiedemeijer Lijnrechter: Berry Simons Lijnrechter: Nicky Siebert Vierde official: Jeroen Manschot Eredivisie Speelronde 20 | Marnix Kolder 62' Doke Schmidt 90+1'                                                                                            |                 | '51 Davy Klaassen '74 Lasse Schöne                                                                             | Basisopstelling AFC Ajax: Cillessen; van Rhijn, Veltman, Moisander, Boilesen; Klaassen, Blind, Serero; de Sa, Sigthórsson, Bojan Reservebank AFC Ajax: Vermeer, Denswil, Duarte, Hoesen, Schöne, Poulsen, Fischer Toegepaste wissels AFC Ajax: '64 de Sa Fischer '65 Sigthórsson Schöne '85 Serero Poulsen                    |
| Bijzonderheden: - Lasse Schöne speelde zijn 50ste officiële duel voor AFC Ajax. | |                 | | |
| | |                 | | |
| Zondag 2 februari 2014, 12:30 uur | FC Utrecht | 1 - 1 (1 - 1)   | AFC Ajax | Aanvoerder AFC Ajax : Niklas Moisander |
| Stadion Galgenwaard, Utrecht 19.245 toeschouwers Scheidsrechter: Richard Liesveld Lijnrechter: Mario Diks Lijnrechter: Hans Olde Olthof Vierde official: Allard Lindhout Eredivisie Speelronde 21 | Steve De Ridder 33' |                 | '25 Daley Blind                                                                                                | Basisopstelling AFC Ajax: Cillessen; van Rhijn, Veltman, Moisander, Boilesen; Klaassen, Blind, Serero; Schöne, Bojan, Fischer Reservebank AFC Ajax: Vermeer, van der Hoorn, Ligeon, Poulsen, Duarte, de Jong, Sigthórsson Toegepaste wissels AFC Ajax: '49 Boilesen Poulsen '64 Bojan de Jong                                 |
| | |                 | | |
| Donderdag 6 februari 2014, 20:45 uur | AFC Ajax | 2 - 1 (1 - 1)   | FC Groningen                                                                                                   | Aanvoerder AFC Ajax : Siem de Jong, Niklas Moisander |
| Amsterdam ArenA, Amsterdam 50.638 toeschouwers Scheidsrechter: Serdar Gözübüyük Lijnrechter: Hessel Steegstra Lijnrechter: Frank Jansen Vierde official: Rogier Honig Eredivisie Speelronde 22 | Lasse Schöne (p) 28' Sigthórsson 83'                                                                                            |                 | '20 Johan Kappelhof '33 Michael de Leeuw '41 Filip Kostić '48 Giliano Wijnaldum                                | Basisopstelling AFC Ajax: Vermeer; van Rhijn, Veltman, Moisander, Riedewald; Blind, Klaassen, Serero; Schöne, de Jong, Bojan Reservebank AFC Ajax: van der Hart, Poulsen, van der Hoorn, Fischer, Duarte, Sigthórsson, Denswil Toegepaste wissels AFC Ajax: '66 Riedewald Poulsen '66 de Jong Sigthórsson '74 Serero Duarte   |
| Bijzonderheden: - Jaïro Riedewald stond voor het eerst in de basisopstelling bij Ajax. - Dit duel was het 300ste Eredivisieduel dat Ajax speelde in de Amsterdam ArenA. | |                 | | |
| | |                 | | |
| Zondag 9 februari 2014, 14:30 uur | PEC Zwolle | 1 - 1 (1 - 1)   | AFC Ajax | Aanvoerder AFC Ajax : Siem de Jong |
| IJsseldeltastadion, Zwolle 12.500 toeschouwers Scheidsrechter: Eric Braamhaar Lijnrechter: Rob Meenhuis Lijnrechter: Wilco Lobbert Vierde official: Edwin van de Graaf Eredivisie Speelronde 23 | Guyon Fernandez 36' |                 | '7 Davy Klaassen                                                                                               | Basisopstelling AFC Ajax: Vermeer; van Rhijn, Veltman, Moisander, Riedewald; Blind, Klaassen, Serero; Schöne, de Jong, Bojan Reservebank AFC Ajax: van der Hart, Poulsen, Ligeon, Fischer, Duarte, Sigthórsson, Denswil Toegepaste wissels AFC Ajax: '59 Bojan Fischer '70 Serero Duarte '74 Riedewald Sigthórsson            |
| | |                 | | |
| Zondag 16 februari 2014, 16:30 uur | AFC Ajax | 3 - 0 (2 - 0)   | sc Heerenveen                                                                                                  | Aanvoerder AFC Ajax : Siem de Jong, Niklas Moisander |
| Amsterdam ArenA, Amsterdam 51.396 toeschouwers Scheidsrechter: Pol van Boekel Lijnrechter: Dave Goossens Lijnrechter: Bas van Dongen Vierde official: Richard Martens Eredivisie Speelronde 24 | Lasse Schöne (p) 12' Lasse Schöne (p) 18' Thulani Serero 20' Ricardo van Rhijn 48' Lasse Schöne 82'                             |                 | '12 Joey van den Berg '20 Marten de Roon '34 Hakim Ziyech '86 Joost van Aken                                   | Basisopstelling AFC Ajax: Cillessen; van Rhijn, Veltman, Moisander, Boilesen; Blind, Klaassen, Serero; Schöne, de Jong, Fischer Reservebank AFC Ajax: Vermeer, Poulsen, van der Hoorn, Duarte, Sigthórsson, Bojan, de Sa Toegepaste wissels AFC Ajax: '46 Boilesen Poulsen '58 Serero Duarte '72 de Jong Sigthórsson          |
| Bijzonderheden: - Voorafgaand aan deze wedstrijd ontving Johan Cruijff de UEFA President Award. De prijs kreeg hij uit handen van UEFA-president Michel Platini. - Nicolai Boilesen bleef na de rust met een blessure achter in de kleedkamer. Christian Poulsen was zijn vervanger. - Direct na deze wedstrijd werd er officieel afscheid genomen van Christian Eriksen. Afgelopen zomer vertrok de Deense middenvelder naar Tottenham Hotspur FC. In 2008 kwam hij op 16-jarige leeftijd van Odense BK naar de jeugdopleiding van Ajax. De middenvelder debuteerde op 17 januari 2010 in het eerste elftal. Hij speelde in totaal 162 officiële wedstrijden voor Ajax waarin hij 33 doelpunten maakte. Met Ajax won Eriksen eenmaal de KNVB beker (2010), driemaal de landstitel (2011, 2012 en 2013) en eenmaal de Johan Cruijff Schaal (2013). | |                 | | |
| | |                 | | |
| Zondag 23 februari 2014, 14:30 uur | AFC Ajax | 4 - 0 (1 - 0)   | AZ | Aanvoerder AFC Ajax : Siem de Jong, Niklas Moisander |
| Amsterdam ArenA, Amsterdam 51.404 toeschouwers Scheidsrechter: Pieter Vink Lijnrechter: Nicky Siebert Lijnrechter: Roger Geutjes Vierde official: Jochem Kamphuis Eredivisie Speelronde 25 | Siem de Jong 4' Lesly de Sa 26' Lerin Duarte 54' Ricardo Kishna 61' Lerin Duarte 74'                                            |                 | '40 Celso Ortíz '84 Viktor Elm                                                                                 | Basisopstelling AFC Ajax: Cillessen; van Rhijn, Veltman, Moisander, Blind; Klaassen, Poulsen, Duarte; Bojan, de Jong, Fischer Reservebank AFC Ajax: Vermeer, Denswil, Kishna, Sigthórsson, de Sa, Riedewald, Andersen Toegepaste wissels AFC Ajax: '12 Fischer de Sa '58 Bojan Kishna '70 de Jong Sigthórsson                 |
| Bijzonderheden: - Viktor Fischer viel in de 12de minuut uit met een hamstringblessure. Lesly de Sa was zijn vervanger. - Ricardo Kishna maakte zijn officiële debuut in de Eredivisie en maakte tevens zijn eerste doelpunt voor AFC Ajax. | |                 | | |
| | |                 | | |
| Zondag 2 maart 2014, 14:30 uur | Feyenoord | 1 - 2 (1 - 1)   | AFC Ajax | Aanvoerder AFC Ajax : Siem de Jong |
| De Kuip, Rotterdam 47.500 toeschouwers Scheidsrechter: Björn Kuipers Lijnrechter: Angelo Boonman Lijnrechter: Erwin Zeinstra Vierde official: Ed Janssen Eredivisie Speelronde 26 | Graziano Pellè 30' Jordy Clasie 50'                                                                                             |                 | Kolbeinn Sigthórsson 45' Joël Veltman 72' Joël Veltman 72'                                                     | Basisopstelling AFC Ajax: Cillessen; van Rhijn, Veltman, Moisander, Blind; Klaassen, Poulsen, Serero; Bojan, de Jong, Kishna Reservebank AFC Ajax: Vermeer, Denswil, Duarte, Sigthórsson, Riedewald, Andersen, de Sa Toegepaste wissels AFC Ajax: '38 Bojan Sigthórsson '63 Serero Duarte '77 Kishna de Sa                    |
| Bijzonderheden: - Ricardo Kishna stond voor het eerst in de basisopstelling bij Ajax. - Bojan Krkić moest in de 38ste minuut geblesseerd het veld verlaten. Kolbeinn Sigthórsson was zijn vervanger. - Verdediger Joël Veltman maakte zijn eerste officiële doelpunt voor AFC Ajax. | |                 | | |
| | |                 | | |
| Zondag 9 maart 2014, 16:30 uur | AFC Ajax | 1 - 1 (1 - 0)   | SC Cambuur | Aanvoerder AFC Ajax : Siem de Jong |
| Amsterdam ArenA, Amsterdam 52.354 toeschouwers Scheidsrechter: Danny Makkelie Lijnrechter: Berry Simons Lijnrechter: Hans Olde Olthof Vierde official: Edwin van de Graaf Eredivisie Speelronde 27 | Siem de Jong 2' |                 | '41 Marcel Ritzmaier '53 Martijn Barto '79 Ramon Leeuwin '90+3 Paul Mulders '90+4 Jody Lukoki                  | Basisopstelling AFC Ajax: Cillessen; van Rhijn, Veltman, Moisander, Riedewald; Blind, Klaassen, Serero; Schöne, de Jong, Kishna Reservebank AFC Ajax: Vermeer, Denswil, Duarte, Poulsen, Sigthórsson, Bojan, de Sa Toegepaste wissels AFC Ajax: '51 Kishna Bojan '59 Schöne Sigthórsson '72 Riedewald Poulsen                 |
| Bijzonderheden: - Ricardo Kishna viel in de 51ste minuut uit met een lichte liesblessure. Bojan Krkić was zijn vervanger. | |                 | | |
| | |                 | | |
| Zondag 16 maart 2014, : uur | NAC Breda | 0 - 0 (0 - 0)   | AFC Ajax | Aanvoerder AFC Ajax : Siem de Jong, Niklas Moisander |
| Rat Verlegh Stadion, Breda 18.500 toeschouwers Scheidsrechter: Richard Liesveld Lijnrechter: Peter Janson Lijnrechter: Rob Meenhuis Vierde official: Allard Lindhout Eredivisie Speelronde 28 | Kees Kwakman 57' Elson Hooi 64' Gill Swerts 71'                                                                                 |                 | '45 Thulani Serero '60 Joël Veltman                                                                            | Basisopstelling AFC Ajax: Cillessen; van Rhijn, Veltman, Moisander, Blind; Klaassen, Poulsen, Serero; Schöne, de Jong, Kishna Reservebank AFC Ajax: Vermeer, Denswil, Duarte, Sigthórsson, de Sa, Bojan, Riedewald Toegepaste wissels AFC Ajax: '8 de Jong Sigthórsson '60 Kishna de Sa '76 Poulsen Bojan                     |
| Bijzonderheden: - Siem de Jong viel in de 8ste minuut geblesseerd uit. - Ricardo van Rhijn speelde zijn 100ste officiële wedstrijd voor AFC Ajax. | |                 | | |
| | |                 | | |
| Zondag 30 maart 2014, 14:30 uur | AFC Ajax | 3 - 0 (1 - 0)   | FC Twente | Aanvoerder AFC Ajax : Daley Blind |
| Amsterdam ArenA, Amsterdam 51.117 toeschouwers Scheidsrechter: Pieter Vink Lijnrechter: Nicky Siebert Lijnrechter: Roger Geutjes Vierde official: Dennis Higler Eredivisie Speelronde 30 | Stefano Denswil 29' Lasse Schöne 58' Bojan 65'                                                                                  |                 | | Basisopstelling AFC Ajax: Cillessen; van Rhijn, Veltman, Denswil, Boilesen; Blind, Klaassen, Serero; Schöne, Bojan, Kishna Reservebank AFC Ajax: Vermeer, van der Hoorn, Duarte, Sigthórsson, de Sa, Poulsen, Riedewald Toegepaste wissels AFC Ajax: '62 Kishna Sigthórsson '70 Boilesen Poulsen '79 Bojan Duarte             |
| | |                 | | |
| Woensdag 2 april 2014, 18:45 uur | RKC Waalwijk | 0 - 2 (0 - 2)   | AFC Ajax | Aanvoerder AFC Ajax : Christian Poulsen |
| Mandemakers Stadion, Waalwijk - toeschouwers Scheidsrechter: Eric Braamhaar Lijnrechter: Wilco Lobbert Lijnrechter: Joost van Zuilen Vierde official: Edwin van de Graaf Eredivisie Speelronde 29 | |                 | '14 Joël Veltman '28 Davy Klaassen                                                                             | Basisopstelling AFC Ajax: Cillessen; van Rhijn, Veltman, Denswil, Blind; Klaassen, Poulsen, Duarte; de Sa, Sigthórsson, Schöne, Reservebank AFC Ajax: Vermeer, van der Hoorn, Bojan, Boilesen, Serero, Riedewald, Kishna Toegepaste wissels AFC Ajax: '68 de Sa Kishna '82 Klaassen Serero                                    |
| Bijzonderheden: - Deze wedstrijd stond gepland op zaterdag 22 maart 2014 om 18:45 maar werd vanwege de nucleaire top verplaatst. | |                 | | |
| | |                 | | |
| Zondag 6 april 2014, 14:30 uur | Vitesse | 1 - 1 (1 - 0)   | AFC Ajax | Aanvoerder AFC Ajax : Daley Blind |
| GelreDome, Arnhem 25.500 toeschouwers Scheidsrechter: Björn Kuipers Lijnrechter: Sander van Roekel Lijnrechter: Erwin Zeinstra Vierde official: Jochem Kamphuis Eredivisie Speelronde 31 | Bertrand Traoré '25 Goeram Kasjia '83 Lucas Piazon '89                                                                          |                 | '40 Daley Blind '47 Kolbeinn Sigthórsson '71 Lerin Duarte '89 Ricardo van Rhijn                                | Basisopstelling AFC Ajax: Cillessen; Van Rhijn, Veltman, Denswil, Boilesen; Duarte, Klaassen, Blind; Schöne, Bojan, Sigthórsson Reservebank AFC Ajax: Vermeer, Poulsen, Van der Hoorn, Andersen, De Sa, Riedewald, Kishna Toegepaste wissels AFC Ajax: '78 Boilesen Poulsen '78 Sigthórsson de Sa '87 Duarte Ricardo Kishna   |
| | |                 | | |
| Zondag 13 april 2014, 16:30 uur (voorheen 12:30 uur) | AFC Ajax | 3 - 2 (1 - 1)   | ADO Den Haag                                                                                                   | Aanvoerder AFC Ajax : Christian Poulsen |
| Amsterdam ArenA, Amsterdam 52.671 toeschouwers Scheidsrechter: Richard Liesveld Lijnrechter: Angelo Boonman Lijnrechter: Mario Diks Vierde official: Jeroen Sanders Eredivisie Speelronde 32 | Christian Poulsen 35' Christian Poulsen 41' Davy Klaassen 69' Thulani Serero 79'                                                |                 | '31 Aaron Meijers '36 (ed) Stefano Denswil '43 Tom Beugelsdijk '90 Mike van Duinen '90+1 Tom Beugelsdijk       | Basisopstelling AFC Ajax: Cillessen; Ligeon, Veltman, Denswil, Boilesen; Poulsen, Klaassen, Serero; Schöne, Bojan, Sigthórsson Reservebank AFC Ajax: Vermeer, Moisander, Tete, De Sa, Duarte, Riedewald, Kishna Toegepaste wissels AFC Ajax: '71 Bojan de Sa '84 Sigthórsson Duarte '90 Boilesen Riedewald                    |
| Bijzonderheden: - Daley Blind en Ricardo van Rhijn waren beide geschorst voor deze wedstrijd. - In verband met een mogelijk kampioenschap werd deze wedstrijd verplaatst zodat Ajax-supporters niet hoefden te wachten op het einde van de wedstrijd van Feyenoord (nr. 2) - Christian Poulsen maakte zijn eerste officiële doelpunt voor AFC Ajax. - Kenny Tete zat voor het eerst bij de wedstrijdselectie. - Ondanks deze overwinning werd Ajax geen kampioen omdat Feyenoord in Eindhoven PSV versloeg met 2-0. | |                 | | |
| | |                 | | |
| Zondag 27 april 2014, 14:30 uur | Heracles Almelo | 1 - 1 (1 - 1)   | AFC Ajax | Aanvoerder AFC Ajax : Daley Blind |
| Polman Stadion, Almelo 8.500 toeschouwers Scheidsrechter: Pieter Vink Lijnrechter: Nicky Siebert Lijnrechter: Roger Geutjes Vierde official: Jeroen Mansveld Eredivisie Speelronde 33 | Simon Cziommer 22' |                 | '13 Lasse Schöne                                                                                               | Basisopstelling AFC Ajax: Cillessen; van Rhijn, Veltman, Denswil, Boilesen; Blind, Klaassen, Serero; Schöne, Sigthórsson, de Sa Reservebank AFC Ajax: Vermeer, van der Hoorn, Poulsen, Ligeon, Duarte, Kishna, Bojan Toegepaste wissels AFC Ajax: '66 Denswil Poulsen '66 de Sa Bojan '85 Sigthórsson Duarte                  |
| Bijzonderheden: - Door dit gelijke spel werd Ajax landskampioen van het seizoen 2013/2014. - Ajax behaalde zijn 33ste landstitel in de clubgeschiedenis. - Ajax werd tevens voor het vierde jaar op rij landskampioen. \| Nederlandse Eredivisie 2013/14 \| \| ------------------------------ \| \| AFC Ajax 33ste titel \| | |                 | | |
| | |                 | | |
| Zaterdag 3 mei 2014, 18:45 uur | AFC Ajax | 2 - 2 (1 - 0)   | N.E.C. | Aanvoerder AFC Ajax : Christian Poulsen |
| Amsterdam ArenA, Amsterdam 51.473 toeschouwers Scheidsrechter: Kevin Blom Lijnrechter: Hessel Steegstra Lijnrechter: Hans Olde Olthof Vierde official: Jeroen Sanders Eredivisie Speelronde 34 | Jeffrey Leiwakabessy (ed) 9' Bojan 83'                                                                                          |                 | '74 Alireza Jahanbakhsh '88 Alireza Jahanbakhsh                                                                | Basisopstelling AFC Ajax: Vermeer; van Rhijn, van der Hoorn, Blind, Boilesen; Klaassen, Poulsen, Serero; Bojan, Sigthórsson, Kishna Reservebank AFC Ajax: Cillessen, de Jong, Veltman, Andersen, Sana, Denswil, Ligeon Toegepaste wissels AFC Ajax: '66 Kishna Andersen '74 van der Hoorn Veltman '80 Sigthórsson de Jong     |
| Bijzonderheden: - Christian Poulsen speelde zijn laatste wedstrijd voor AFC Ajax. - Ajax bleef voor de 22ste keer op rij ongeslagen in de Eredivisie. | |                 | | |
| Nederlandse Eredivisie 2013/14 | |                 | | |
| AFC Ajax 33ste titel | |                 | | |

## Statistieken AFC Ajax 2013/2014

### Eindstand AFC Ajax in Nederlandse Eredivisie 2013/2014
| Stand | Gespeeld | Gewonnen | Gelijk | Verloren | Punten | Doelpunten voor | Doelpunten tegen | Gele kaarten | Rode kaarten |
| ----- | -------- | -------- | ------ | -------- | ------ | --------------- | ---------------- | ------------ | ------------ |
| 1e    | 34       | 20       | 11     | 3        | 71     | 69              | 28               | 31           | 1            |

### Punten, stand en doelpunten per speelronde 2013/2014
| Speelronde                            | 1  | 2  | 3  | 4  | 5  | 6  | 7  | 8  | 9  | 10 | 11 | 12 | 13 | 14 | 15 | 16 | 17 | 18 | 19 | 20 | 21 | 22 | 23 | 24 | 25 | 26 | 27 | 28 | 29 | 30 | 31 | 32 | 33 | 34 | Totaal |
| ------------------------------------- | -- | -- | -- | -- | -- | -- | -- | -- | -- | -- | -- | -- | -- | -- | -- | -- | -- | -- | -- | -- | -- | -- | -- | -- | -- | -- | -- | -- | -- | -- | -- | -- | -- | -- | ------ |
| Aantal punten per speelronde          | 3  | 0  | 3  | 1  | 1  | 3  | 0  | 3  | 3  | 1  | 1  | 0  | 3  | 3  | 3  | 3  | 3  | 3  | 3  | 3  | 1  | 3  | 1  | 3  | 3  | 3  | 1  | 1  | 3  | 3  | 1  | 3  | 1  | 1  | 71     |
| Aantal punten na speelronde           | 3  | 3  | 6  | 7  | 8  | 11 | 11 | 14 | 17 | 18 | 19 | 19 | 22 | 25 | 28 | 31 | 34 | 37 | 40 | 43 | 44 | 47 | 48 | 51 | 54 | 57 | 58 | 59 | 62 | 65 | 66 | 69 | 70 | 71 | 71     |
| Stand na speelronde                   | 2e | 8e | 4e | 4e | 4e | 4e | 7e | 3e | 3e | 4e | 2e | 5e | 3e | 2e | 2e | 2e | 2e | 1e | 1e | 1e | 1e | 1e | 1e | 1e | 1e | 1e | 1e | 1e | 1e | 1e | 1e | 1e | 1e | 1e | 1e     |
| Aantal doelpunten per speelronde      | 3  | 2  | 2  | 3  | 1  | 2  | 0  | 6  | 3  | 1  | 0  | 0  | 3  | 3  | 4  | 4  | 2  | 2  | 1  | 1  | 1  | 2  | 1  | 3  | 4  | 2  | 1  | 0  | 3  | 2  | 1  | 3  | 1  | 2  | 69     |
| Aantal tegendoelpunten per speelronde | 0  | 3  | 1  | 3  | 1  | 1  | 4  | 0  | 0  | 1  | 0  | 1  | 0  | 0  | 0  | 0  | 1  | 1  | 0  | 0  | 1  | 1  | 1  | 0  | 0  | 1  | 1  | 0  | 0  | 0  | 1  | 2  | 1  | 2  | 28     |
| Aantal gele kaarten per speelronde    | 2  | 1  | 1  | 2  | 2  | 1  | 1  | 0  | 0  | 1  | 2  | 2  | 0  | 0  | 3  | 1  | 0  | 1  | 0  | 1  | 0  | 0  | 0  | 2  | 1  | 1  | 0  | 2  | 0  | 0  | 3  | 1  | 0  | 0  | 31     |

### Statistieken seizoen 2013/2014
- In dit overzicht zijn alle statistieken van alle gespeelde wedstrijden in het seizoen 2013/2014 verwerkt.

|                          | Vriendschappelijk | Johan Cruijff Schaal | KNVB beker | UEFA Champions League | UEFA Europa League | Nederlandse Eredivisie | Totaal    |
| ------------------------ | ----------------- | -------------------- | ---------- | --------------------- | ------------------ | ---------------------- | --------- |
| Wedstrijden              | 11 van 11         | 1 van 1              | 6 van 6    | 6 van 6               | 2 van 2            | 34 van 34              | 60 van 60 |
| Gewonnen                 | 8 van 11          | 1 van 1              | 5 van 6    | 2 van 6               | 0 van 2            | 20 van 34              | 36 van 60 |
| Gelijk                   | 1 van 11          | 0 van 1              | 0 van 6    | 2 van 6               | 0 van 2            | 11 van 34              | 14 van 60 |
| Verloren                 | 2 van 11          | 0 van 1              | 1 van 6    | 2 van 6               | 2 van 2            | 3 van 34               | 10 van 60 |
| Thuis                    | 1 van 1           | 0 van 0              | 3 van 3    | 3 van 3               | 1 van 1            | 16 van 17              | 25 van 25 |
| Uit                      | 10 van 10         | 1 van 1              | 3 van 3    | 3 van 3               | 1 van 1            | 17 van 17              | 35 van 35 |
| Gele kaarten             | 4                 | 0                    | 7          | 10                    | 5                  | 31                     | 57        |
| Rode kaarten             | 0                 | 0                    | 1          | 1                     | 0                  | 1                      | 3         |
| 2 × geel in 1 wedstrijd  | 0                 | 0                    | 1          | 0                     | 0                  | 0                      | 1         |
| Aantal wissels toegepast | 73                | 3                    | 18         | 18                    | 6                  | 99                     | 217       |
| Doelpunten voor          | 28                | 3                    | 20         | 5                     | 1                  | 69                     | 126       |
| Doelpunten tegen         | 9                 | 2                    | 9          | 8                     | 6                  | 28                     | 62        |
| Doelsaldo                | +19               | +1                   | +11        | –3                    | –5                 | +41                    | +64       |
| De nul gehouden          | 4                 | 0                    | 2          | 1                     | 0                  | 15                     | 22        |
| Strafschoppen voor       | 0                 | 0                    | 0          | 1                     | 0                  | 4                      | 5         |
| Strafschoppen tegen      | 0                 | 0                    | 1          | 3                     | 1                  | 2                      | 7         |

### Topscorers 2013/2014
| Nr.                           | Naam                          | Goal |
| ----------------------------- | ----------------------------- | ---- |
| 1.                            | Mike van der Hoorn            | 4    |
| 1.                            | Derk Boerrigter (*)           | 3    |
| 1.                            | Christian Eriksen (*)         | 3    |
| 3.                            | Davy Klaassen                 | 2    |
| 4.                            | Dejan Meleg                   | 1    |
| 4.                            | Nicolai Boilesen              | 1    |
| 4.                            | Jody Lukoki (*)               | 1    |
| 4.                            | Danny Hoesen (*)              | 1    |
| 4.                            | Ruben Ligeon                  | 1    |
| 4.                            | Boban Lazić                   | 1    |
| 4.                            | Kolbeinn Sigthórsson          | 1    |
| 4.                            | Viktor Fischer                | 1    |
| 4.                            | Moses Simon (*)               | 1    |
| 4.                            | Daley Blind                   | 1    |
| 4.                            | Bojan Krkić                   | 1    |
| 4.                            | Tobias Sana                   | 1    |
| 4.                            | Thulani Serero                | 1    |
| 4.                            | Lucas Andersen                | 1    |
| 4.                            | Lerin Duarte                  | 1    |
| 4.                            | Stefano Denswil               | 1    |
| Eigen doelpunten tegenstander | Eigen doelpunten tegenstander | 0    |
| Totaal                        | Totaal                        | 28   |

| Nr.                           | Naam                          | Goal |
| ----------------------------- | ----------------------------- | ---- |
| 1.                            | Kolbeinn Sigthórsson          | 1    |
| 1.                            | Siem de Jong                  | 1    |
| Eigen doelpunten tegenstander | Eigen doelpunten tegenstander | 1    |
| Totaal                        | Totaal                        | 3    |

| Nr.                           | Naam                          | Goal |
| ----------------------------- | ----------------------------- | ---- |
| 1.                            | Kolbeinn Sigthórsson          | 10   |
| 1.                            | Davy Klaassen                 | 10   |
| 3.                            | Lasse Schöne                  | 9    |
| 4.                            | Siem de Jong                  | 7    |
| 5.                            | Bojan                         | 4    |
| 6.                            | Viktor Fischer                | 3    |
| 6.                            | Lerin Duarte                  | 3    |
| 6.                            | Thulani Serero                | 3    |
| 10.                           | Christian Eriksen (*)         | 2    |
| 10.                           | Danny Hoesen (*)              | 3    |
| 10.                           | Joël Veltman                  | 2    |
| 10.                           | Jaïro Riedewald               | 2    |
| 10.                           | Ricardo van Rhijn             | 2    |
| 13.                           | Niklas Moisander              | 1    |
| 13.                           | Lesly de Sa                   | 1    |
| 13.                           | Nicolai Boilesen              | 1    |
| 13.                           | Daley Blind                   | 1    |
| 13.                           | Ricardo Kishna                | 1    |
| 13.                           | Stefano Denswil               | 1    |
| 13.                           | Christian Poulsen             | 1    |
| Eigen doelpunten tegenstander | Eigen doelpunten tegenstander | 3    |
| Totaal                        | Totaal                        | 69   |

| Nr.    | Naam             | Goal |
| ------ | ---------------- | ---- |
| 1.     | Lasse Schöne     | 2    |
| 2.     | Stefano Denswil  | 1    |
| 2.     | Thulani Serero   | 1    |
| 2.     | Danny Hoesen (*) | 1    |
| Totaal | Totaal           | 5    |

| Nr.    | Naam          | Goal |
| ------ | ------------- | ---- |
| 1.     | Davy Klaassen | 1    |
| Totaal | Totaal        | 1    |

| Nr.                           | Naam                          | Goal |
| ----------------------------- | ----------------------------- | ---- |
| 1.                            | Viktor Fischer                | 4    |
| 2.                            | Danny Hoesen (*)              | 3    |
| 2.                            | Lasse Schöne                  | 3    |
| 4.                            | Lucas Andersen                | 1    |
| 4.                            | Siem de Jong                  | 1    |
| 4.                            | Kolbeinn Sigthórsson          | 1    |
| 4.                            | Bojan                         | 1    |
| 4.                            | Thulani Serero                | 1    |
| 4.                            | Ricardo van Rhijn             | 1    |
| Eigen doelpunten tegenstander | Eigen doelpunten tegenstander | -    |
| Totaal                        | Totaal                        | 16   |

- (*) Deze speler heeft AFC Ajax in de loop van het seizoen verlaten.

## Prijzen en records 2013/2014
| Competitie             | Status                                                            |
| ---------------------- | ----------------------------------------------------------------- |
| / Vriendschappelijk    | 11 gespeeld, 1 gelijk, 8 gewonnen, 2 verloren                     |
| Johan Cruijff Schaal   | Winnaar                                                           |
| KNVB beker             | Finale verloren van: PEC Zwolle                                   |
| UEFA Champions League  | Geëindigd als Derde in Poule H, geplaatst voor UEFA Europa League |
| UEFA Europa League     | Laatste 32, uitgeschakeld door: Red Bull Salzburg                 |
| Nederlandse Eredivisie | Kampioen van Nederland 71 punten uit 34 wedstrijden               |

| Omschrijving                  | Competitie             | Wedstrijd (uitslag)                                                     |
| ----------------------------- | ---------------------- | ----------------------------------------------------------------------- |
| Grootste Overwinning          | / Vriendschappelijk    | RKC Waalwijk - AFC Ajax ( 1 - 5 )                                       |
| Grootste Overwinning          | Johan Cruijff Schaal   | AZ - AFC Ajax ( 2 - 3 )                                                 |
| Grootste Overwinning          | KNVB beker             | AFC Ajax - ASWH ( 4 - 1 )                                               |
| Grootste Overwinning          | UEFA Champions League  | AFC Ajax - FC Barcelona ( 2 - 1 )                                       |
| Grootste Overwinning          | UEFA Europa League     | Geen wedstrijd gewonnen                                                 |
| Grootste Overwinning          | Nederlandse Eredivisie | AFC Ajax - Go Ahead Eagles ( 6 - 0 )                                    |
| Grootste Nederlaag            | / Vriendschappelijk    | Galatasaray SK - AFC Ajax ( 2 - 1 )                                     |
| Grootste Nederlaag            | Johan Cruijff Schaal   | Geen wedstrijd verloren                                                 |
| Grootste Nederlaag            | KNVB beker             | PEC Zwolle - AFC Ajax ( 5 - 1 )                                         |
| Grootste Nederlaag            | UEFA Champions League  | FC Barcelona - AFC Ajax ( 4 - 0 )                                       |
| Grootste Nederlaag            | UEFA Europa League     | AFC Ajax - Red Bull Salzburg ( 0 - 3 )                                  |
| Grootste Nederlaag            | Nederlandse Eredivisie | PSV - AFC Ajax ( 4 - 0 )                                                |
| Meest Doelpuntrijke Wedstrijd | / Vriendschappelijk    | RKC Waalwijk - AFC Ajax ( 1 - 5 )                                       |
| Meest Doelpuntrijke Wedstrijd | Johan Cruijff Schaal   | AZ - AFC Ajax ( 2 - 3 )                                                 |
| Meest Doelpuntrijke Wedstrijd | KNVB beker             | AFC Ajax - FC Volendam ( 4 - 2 ) PEC Zwolle - AFC Ajax ( 5 - 1 )        |
| Meest Doelpuntrijke Wedstrijd | UEFA Champions League  | FC Barcelona - AFC Ajax ( 4 - 0 )                                       |
| Meest Doelpuntrijke Wedstrijd | UEFA Europa League     | AFC Ajax - Red Bull Salzburg ( 0 - 3 )                                  |
| Meest Doelpuntrijke Wedstrijd | Nederlandse Eredivisie | Sc Heerenveen - AFC Ajax ( 3 - 3 ) AFC Ajax - Go Ahead Eagles ( 6 - 0 ) |

| Prijzen \| Winnaar Johan Cruijff Schaal op 27 juli 2013 \| Coach Frank de Boer werd op 1 november 2013 uitgeroepen tot: JFK Greatest Man 2013 \| \| Derde ronde KNVB beker bereikt op 25 september 2013 \| Ajax werd op 16 december 2013 uitgeroepen tot: Amsterdamse Sportploeg van het Jaar \| \| Achtste finale KNVB beker bereikt op 29 oktober 2013 \| Ricardo van Rhijn werd op 11 februari 2014 uitgeroepen tot: Leids Sportman van het Jaar \| \| Laatste 32 UEFA Europa League bereikt op 11 december 2013 \| Johan Cruijff ontving op 16 februari 2014 de: UEFA President Award \| \| Kwartfinale KNVB beker bereikt op 19 december 2013 \| Davy Klaassen werd op 6 maart 2014 uitgeroepen tot: Hilversums Sportman van het Jaar \| \| Halve finale KNVB beker bereikt op 22 januari 2014 \| Lasse Schöne werd uitgeroepen tot Ajacied van het Jaar \| \| Finale KNVB beker bereikt op 27 maart 2014 \| Davy Klaassen werd uitgeroepen tot Talent van het Jaar \| \| Landskampioen van Nederland op 27 april 2014 \| Daley Blind werd verkozen tot Speler van het Jaar in de Eredivisie en won hiermee de Gouden Schoen. \| \| - \| Davy Klaassen won op 6 mei 2014 de Johan Cruijff Prijs \| \| - \| Ajax won op 5 mei 2014 de Fair Play-prijs en werd daarmee uitgeroepen tot Sportiefste Ploeg in de Eredivisie \| \| - \| Frank de Boer werd op 9 mei 2014 voor het tweede jaar op rij verkozen tot Trainer van het Jaar. Hij won hier mee de Rinus Michels Award \| | |
| Winnaar Johan Cruijff Schaal op 27 juli 2013 | Coach Frank de Boer werd op 1 november 2013 uitgeroepen tot: JFK Greatest Man 2013                                                      |
| Derde ronde KNVB beker bereikt op 25 september 2013 | Ajax werd op 16 december 2013 uitgeroepen tot: Amsterdamse Sportploeg van het Jaar                                                      |
| Achtste finale KNVB beker bereikt op 29 oktober 2013 | Ricardo van Rhijn werd op 11 februari 2014 uitgeroepen tot: Leids Sportman van het Jaar                                                 |
| Laatste 32 UEFA Europa League bereikt op 11 december 2013 | Johan Cruijff ontving op 16 februari 2014 de: UEFA President Award                                                                      |
| Kwartfinale KNVB beker bereikt op 19 december 2013 | Davy Klaassen werd op 6 maart 2014 uitgeroepen tot: Hilversums Sportman van het Jaar                                                    |
| Halve finale KNVB beker bereikt op 22 januari 2014 | Lasse Schöne werd uitgeroepen tot Ajacied van het Jaar                                                                                  |
| Finale KNVB beker bereikt op 27 maart 2014 | Davy Klaassen werd uitgeroepen tot Talent van het Jaar                                                                                  |
| Landskampioen van Nederland op 27 april 2014 | Daley Blind werd verkozen tot Speler van het Jaar in de Eredivisie en won hiermee de Gouden Schoen.                                     |
| - | Davy Klaassen won op 6 mei 2014 de Johan Cruijff Prijs                                                                                  |
| - | Ajax won op 5 mei 2014 de Fair Play-prijs en werd daarmee uitgeroepen tot Sportiefste Ploeg in de Eredivisie                            |
| - | Frank de Boer werd op 9 mei 2014 voor het tweede jaar op rij verkozen tot Trainer van het Jaar. Hij won hier mee de Rinus Michels Award |

## Selectie 2013/2014
| Nummer          | Nationaliteit        | Naam                | Contract tot | Geboortedatum     | Geboorteplaats (land van herkomst) | Vorige club (land)                   | Officiële debuut AFC Ajax (debuutwedstrijd)       | Eerste officiële doelpunt AFC Ajax (wedstrijd) |
| --------------- | -------------------- | ------------------- | ------------ | ----------------- | ---------------------------------- | ------------------------------------ | ------------------------------------------------- | ---------------------------------------------- |
| Doelverdediging |                      |                     |              |                   |                                    |                                      |                                                   |                                                |
| 1               | Vlag van Nederland   | Kenneth Vermeer     | 30 juni 2015 | 10 januari 1986   | Amsterdam (Nederland)              | Willem II (Nederland)                | 28 september 2006 (AFC Ajax - IK Start)           | - - (-)                                        |
| 22              | Vlag van Nederland   | Jasper Cillessen    | 30 juni 2016 | 22 april 1989     | Groesbeek (Nederland)              | N.E.C. (Nederland)                   | 21 september 2011 (vv Noordwijk - AFC Ajax)       | - - (-)                                        |
| 30              | Vlag van Nederland   | Mickey van der Hart | 30 juni 2015 | 13 juni 1994      | Amstelveen (Nederland)             | Jeugdopleiding AFC Ajax (Nederland)  | 29 oktober 2013 (AFC Ajax - ASWH)                 | - - (-)                                        |
| Verdediging     |                      |                     |              |                   |                                    |                                      |                                                   |                                                |
| 2               | Vlag van Nederland   | Ricardo van Rhijn   | 30 juni 2015 | 13 juni 1991      | Leiden (Nederland)                 | Jeugdopleiding AFC Ajax (Nederland)  | 21 september 2011 (vv Noordwijk - AFC Ajax)       | 14 februari 2013 (AFC Ajax - Steaua Boekarest) |
| 4               | Vlag van Finland     | Niklas Moisander    | 30 juni 2015 | 29 september 1985 | Turku (Finland)                    | AZ (Nederland)                       | 25 augustus 2012 (AFC Ajax - NAC Breda)           | 25 augustus 2012 (AFC Ajax - NAC Breda)        |
| 6               | Vlag van Nederland   | Mike van der Hoorn  | 30 juni 2017 | 15 oktober 1992   | Almere (Nederland)                 | FC Utrecht (Nederland)               | 18 augustus 2013 (AFC Ajax - Feyenoord)           | - - (-)                                        |
| 12              | Vlag van Nederland   | Joël Veltman        | 30 juni 2018 | 15 januari 1992   | IJmuiden (Nederland)               | Jeugdopleiding AFC Ajax (Nederland)  | 12 augustus 2012 (N.E.C. - AFC Ajax)              | 2 maart 2014 (Feyenoord - AFC Ajax)            |
| 15              | Vlag van Denemarken  | Nicolai Boilesen    | 30 juni 2016 | 16 februari 1992  | Ballerup (Denemarken)              | Jeugdopleiding AFC Ajax (Nederland)  | 3 april 2011 (AFC Ajax - Heracles Almelo)         | 10 november 2013 (N.E.C. - AFC Ajax)           |
| 17              | Vlag van Nederland   | Daley Blind         | 30 juni 2016 | 9 maart 1990      | Amsterdam (Nederland)              | FC Groningen (Nederland)             | 7 december 2008 (FC Volendam - AFC Ajax )         | 10 februari 2013 (AFC Ajax - Roda JC)          |
| 24              | Vlag van Nederland   | Stefano Denswil     | 30 juni 2015 | 7 mei 1993        | Zaandam (Nederland)                | Jeugdopleiding AFC Ajax (Nederland)  | 31 oktober 2012 (ONS Sneek - AFC Ajax)            | 31 oktober 2012 (ONS Sneek - AFC Ajax)         |
| 27              | Vlag van Nederland   | Ruben Ligeon        | 30 juni 2016 | 24 mei 1992       | Amsterdam (Nederland)              | Jeugdopleiding AFC Ajax (Nederland)  | 15 oktober 2011 (AFC Ajax - AZ)                   | - - (-)                                        |
| 42              | Vlag van Nederland   | Jaïro Riedewald     | 30 juni 2016 | 9 september 1996  | Amsterdam (Nederland)              | Jeugdopleiding AFC Ajax (Nederland)  | 19 december 2013 (VV IJsselmeervogels - AFC Ajax) | 22 december 2013 (Roda JC - AFC Ajax)          |
| Middenveld      |                      |                     |              |                   |                                    |                                      |                                                   |                                                |
| 5               | Vlag van Denemarken  | Christian Poulsen   | 30 juni 2014 | 28 februari 1980  | Asnæs (Denemarken)                 | Évian Thonon Gaillard FC (Frankrijk) | 15 september 2012 (AFC Ajax - RKC Waalwijk)       | 13 april 2014 (AFC Ajax - ADO Den Haag)        |
| 8               | Vlag van Nederland   | Lerin Duarte        | 30 juni 2017 | 11 augustus 1990  | Rotterdam (Nederland)              | Heracles Almelo (Nederland)          | 14 september 2013 (AFC Ajax - PEC Zwolle)         | 28 september 2013 (AFC Ajax - Go Ahead Eagles) |
| 10              | Vlag van Nederland   | Siem de Jong        | 30 juni 2015 | 28 januari 1989   | Aigle (Zwitserland)                | Jeugdopleiding AFC Ajax (Nederland)  | 26 september 2007 (Kozakken Boys - AFC Ajax)      | 7 oktober 2007 (Sparta - AFC Ajax)             |
| 18              | Vlag van Nederland   | Davy Klaassen       | 30 juni 2018 | 21 februari 1993  | Hilversum (Nederland)              | Jeugdopleiding AFC Ajax (Nederland)  | 22 november 2011 (Olympique Lyonnais - AFC Ajax)  | 27 november 2011 (N.E.C. - AFC Ajax)           |
| 20              | Vlag van Denemarken  | Lasse Schöne        | 30 juni 2015 | 27 mei 1986       | Glostrup (Denemarken)              | N.E.C. (Nederland)                   | 5 augustus 2012 (PSV - AFC Ajax)                  | 15 september 2012 (AFC Ajax - RKC Waalwijk)    |
| 25              | Vlag van Zuid-Afrika | Thulani Serero      | 30 juni 2015 | 11 april 1990     | Johannesburg (Zuid-Afrika)         | Ajax Cape Town (Zuid-Afrika)         | 7 augustus 2011 (De Graafschap - AFC Ajax)        | 25 augustus 2012 (AFC Ajax - NAC Breda)        |
| Aanval          |                      |                     |              |                   |                                    |                                      |                                                   |                                                |
| 7               | Vlag van Denemarken  | Viktor Fischer      | 30 juni 2017 | 9 juni 1994       | Aarhus (Denemarken)                | FC Midtjylland (Denemarken)          | 5 augustus 2012 (PSV - AFC Ajax)                  | 31 oktober 2012 (ONS Sneek - AFC Ajax)         |
| 9               | Vlag van IJsland     | Kolbeinn Sigþórsson | 30 juni 2015 | 14 maart 1990     | Reykjavik (IJsland)                | AZ (Nederland)                       | 30 juli 2011 (FC Twente - AFC Ajax)               | 14 augustus 2011 (Ajax - SC Heerenveen)        |
| 11              | Vlag van Spanje      | Bojan Krkić         | 30 juni 2014 | 28 augustus 1990  | Linyola (Spanje)                   | FC Barcelona (Spanje)                | 27 juli 2013 (AZ - AFC Ajax)                      | 1 december 2013 (ADO Den Haag - AFC Ajax)      |
| 16              | Vlag van Denemarken  | Lucas Andersen      | 30 juni 2016 | 13 september 1994 | Aalborg (Denemarken)               | Aalborg BK (Denemarken)              | 8 december 2012 (AFC Ajax - FC Groningen)         | 25 september 2013 (AFC Ajax - FC Volendam)     |
| 19              | Vlag van Zweden      | Tobias Sana         | 30 juni 2015 | 11 juli 1989      | Göteborg (Zweden)                  | IFK Göteborg (Zweden)                | 12 augustus 2012 (AFC Ajax - AZ)                  | 19 augustus 2012 (N.E.C. - AFC Ajax)           |
| 23              | Vlag van Nederland   | Danny Hoesen        | 30 juni 2015 | 15 januari 1991   | Heerlen (Nederland)                | Fulham FC (Engeland)                 | 3 oktober 2012 (AFC Ajax - Real Madrid CF)        | 17 november 2012 (AFC Ajax - VVV-Venlo)        |
| 34              | Vlag van Nederland   | Lesly de Sa         | 30 juni 2016 | 2 april 1993      | Mijdrecht (Nederland)              | Jeugdopleiding AFC Ajax              | 20 oktober 2012 (Heracles - AFC Ajax)             | 28 september 2013 (AFC Ajax - Go Ahead Eagles) |
| 43              | Vlag van Nederland   | Ricardo Kishna      | 30 juni 2016 | 4 januari 1995    | Den Haag (Nederland)               | Jeugdopleiding AFC Ajax              | 20 februari 2014 (AFC Ajax - Red Bull Salzburg)   | 23 februari 2014 (AFC Ajax - AZ)               |

## Technische/medische staf 2013/2014
| Functie           | Naam              |
| ----------------- | ----------------- |
| Hoofdtrainer      | Frank de Boer     |
| Assistent-trainer | Hennie Spijkerman |
| Assistent-trainer | Dennis Bergkamp   |
| Assistent-trainer | Jaap Stam         |
| Keeperstrainer    | Carlo l'Ami       |

| Functie                        | Naam             |
| ------------------------------ | ---------------- |
| Manager Physical Performance   | Gavin Benjafield |
| Sportarts Physical Performance | Don de Winter    |
| Fysiotherapeut                 | Pim van Dord     |
| Fysiotherapeut                 | Ronald Vermeer   |
| Performance Coach              | Perry Augustine  |
| Performance Coach              | Björn Rekelhof   |
| Masseur/Pedicure               | Rob Koster       |

| Functie           | Naam            |
| ----------------- | --------------- |
| Team Manager      | Tjerk Smeets    |
| Spelersbegeleider | Herman Pinkster |
| Persvoorlichter   | Miel Brinkhuis  |

## Bestuur 2013/2014
| Functie                | Naam               |
| ---------------------- | ------------------ |
| Algemeen Directeur     | Michael Kinsbergen |
| Directeur Voetbalzaken | Marc Overmars      |
| Directeur Marketing    | Edwin van der Sar  |
| Financieel Directeur   | Jeroen Slop        |

| Functie               | Naam                |
| --------------------- | ------------------- |
| President-Commissaris | Hans Wijers         |
| Commissaris           | Theo van Duivenbode |
| Commissaris           | Leo van Wijk        |
| Commissaris           | Dolf Collee         |
| Commissaris           | Ernst Ligthart      |

| Functie    | Naam              |
| ---------- | ----------------- |
| Voorzitter | Hennie Henrichs   |
| Lid        | Jan Buskermolen   |
| Lid        | Cees Vervoorn     |
| Lid        | Ronald Pieloor    |
| Lid        | Tonny Bruins Slot |
| Lid        | Dick Schoenaker   |
| Lid        | Maarten Oldenhof  |

## Transfers 2013/2014

###### Spelers
| Aangetrokken \| \| Naam \| Positie \| Oude club \| Land \| Periode \| Transfersom \| \| \| Transfers \| Transfers \| Transfers \| Transfers \| Transfers \| Transfers \| \| \| --------------------- \| ------------ \| ------------------ \| ---------- \| --------- \| ------------------------------------ \| \| \| Lerin Duarte \| Middenvelder \| Heracles Almelo \| Nederland \| Zomer \| € 3.500.000 \| \| \| Mike van der Hoorn \| Verdediger \| FC Utrecht \| Nederland \| Zomer \| € 3.800.000 \| \| \| Sam Hendriks \| Aanvaller \| De Graafschap \| Nederland \| Zomer \| Onbekend \| \| \| Marvin Höner \| Aanvaller \| Arminia Bielefeld \| Duitsland \| Zomer \| Onbekend \| \| \| Transfervrij \| \| \| \| \| \| \| \| Anwar El Ghazi \| Aanvaller \| Sparta Rotterdam \| Nederland \| Zomer \| - \| \| \| Nathan Leyder \| Verdediger \| Zulte-Waregem \| België \| Zomer \| - \| \| \| Markus Bay \| Middenvelder \| Brøndby IF \| Denemarken \| Zomer \| - \| \| \| Óttar Magnús Karlsson \| Aanvaller \| Víkingur Reykjavík \| IJsland \| Zomer \| - \| \| \| Huur \| \| \| \| \| \| \| \| Stanislav Lobotka \| Aanvaller \| AS Trenčín \| Slowakije \| Zomer \| 1 jaar huur met optie tot koop \| \| \| Bojan Krkić \| Aanvaller \| FC Barcelona \| Spanje \| Zomer \| 1 jaar huur met optie tot nog 1 jaar \| \| \| Terug van verhuur \| \| \| \| \| \| \| \| Eyong Enoh \| Middenvelder \| Fulham \| Engeland \| Zomer \| - \| \| \| Dico Koppers \| Verdediger \| ADO Den Haag \| Nederland \| Zomer \| - \| \| \| Geoffrey Castillion \| Aanvaller \| Heracles Almelo \| Nederland \| Zomer \| - \| \| \| Roly Bonevacia \| Middenvelder \| Roda JC \| Nederland \| Zomer \| - \| \| \| Sven Nieuwpoort \| Verdediger \| Almere City FC \| Nederland \| Zomer \| - \| \| \| Henri Toivomäki \| Verdediger \| Almere City FC \| Nederland \| Zomer \| - \| \| \| Ricardo Kip \| Middenvelder \| Almere City FC \| Nederland \| Zomer \| - \| |                       |              |                    |            |         |                                      |
| | Naam                  | Positie      | Oude club          | Land       | Periode | Transfersom                          |
| | Transfers             |              |                    |            |         |                                      |
| Vlag van Nederland | Lerin Duarte          | Middenvelder | Heracles Almelo    | Nederland  | Zomer   | € 3.500.000                          |
| Vlag van Nederland | Mike van der Hoorn    | Verdediger   | FC Utrecht         | Nederland  | Zomer   | € 3.800.000                          |
| Vlag van Nederland | Sam Hendriks          | Aanvaller    | De Graafschap      | Nederland  | Zomer   | Onbekend                             |
| Vlag van Duitsland | Marvin Höner          | Aanvaller    | Arminia Bielefeld  | Duitsland  | Zomer   | Onbekend                             |
| | Transfervrij          |              |                    |            |         |                                      |
| Vlag van Nederland | Anwar El Ghazi        | Aanvaller    | Sparta Rotterdam   | Nederland  | Zomer   | -                                    |
| Vlag van België | Nathan Leyder         | Verdediger   | Zulte-Waregem      | België     | Zomer   | -                                    |
| Vlag van Denemarken | Markus Bay            | Middenvelder | Brøndby IF         | Denemarken | Zomer   | -                                    |
| Vlag van IJsland | Óttar Magnús Karlsson | Aanvaller    | Víkingur Reykjavík | IJsland    | Zomer   | -                                    |
| | Huur                  |              |                    |            |         |                                      |
| Vlag van Slowakije | Stanislav Lobotka     | Aanvaller    | AS Trenčín         | Slowakije  | Zomer   | 1 jaar huur met optie tot koop       |
| Vlag van Spanje | Bojan Krkić           | Aanvaller    | FC Barcelona       | Spanje     | Zomer   | 1 jaar huur met optie tot nog 1 jaar |
| | Terug van verhuur     |              |                    |            |         |                                      |
| Vlag van Kameroen | Eyong Enoh            | Middenvelder | Fulham             | Engeland   | Zomer   | -                                    |
| Vlag van Nederland | Dico Koppers          | Verdediger   | ADO Den Haag       | Nederland  | Zomer   | -                                    |
| Vlag van Nederland | Geoffrey Castillion   | Aanvaller    | Heracles Almelo    | Nederland  | Zomer   | -                                    |
| Vlag van Nederland | Roly Bonevacia        | Middenvelder | Roda JC            | Nederland  | Zomer   | -                                    |
| Vlag van Nederland | Sven Nieuwpoort       | Verdediger   | Almere City FC     | Nederland  | Zomer   | -                                    |
| Vlag van Finland | Henri Toivomäki       | Verdediger   | Almere City FC     | Nederland  | Zomer   | -                                    |
| Vlag van Nederland | Ricardo Kip           | Middenvelder | Almere City FC     | Nederland  | Zomer   | -                                    |

| Vertrokken \| \| Naam \| Positie \| Nieuwe club \| Land \| Periode \| Transfersom \| \| \| Transfers \| Transfers \| Transfers \| Transfers \| Transfers \| Transfers \| \| \| ------------------- \| ------------ \| ------------------------ \| ----------- \| --------- \| ------------ \| \| \| Xandro Schenk \| Verdediger \| Go Ahead Eagles \| Nederland \| Zomer \| Onbekend \| \| \| Dico Koppers \| Middenvelder \| FC Twente \| Nederland \| Zomer \| € 500.000 \| \| \| Derk Boerrigter \| Aanvaller \| Celtic FC \| Schotland \| Zomer \| € 2.200.000 \| \| \| Christian Eriksen \| Middenvelder \| Tottenham Hotspur FC \| Engeland \| Zomer \| € 13.500.000 \| \| \| Toby Alderweireld \| Verdediger \| Atlético Madrid \| Spanje \| Zomer \| € 8.000.000 \| \| \| Transfervrij \| \| \| \| \| \| \| \| Roly Bonevacia \| Middenvelder \| Roda JC \| Nederland \| Zomer \| - \| \| \| Miralem Sulejmani \| Aanvaller \| Benfica \| Portugal \| Zomer \| - \| \| \| Ryan Babel \| Aanvaller \| Kasımpaşa SK \| Turkije \| Zomer \| - \| \| \| Chiel Kramer \| Keeper \| sc Heerenveen \| Nederland \| Zomer \| - \| \| \| Henri Toivomäki \| Verdediger \| FC Lahti \| Finland \| Zomer \| - \| \| \| Ricardo Kip \| Middenvelder \| Almere City FC \| Nederland \| Zomer \| - \| \| \| Boban Lazić \| Aanvaller \| Olympiakos Piraeus \| Griekenland \| Winter \| - \| \| \| Einde huur \| \| \| \| \| \| \| \| Isaac Cuenca \| Aanvaller \| FC Barcelona \| Spanje \| Zomer \| - \| \| \| Verhuurd \| \| \| \| \| \| \| \| Mitchell Dijks \| Verdediger \| sc Heerenveen \| Nederland \| Zomer \| - \| \| \| Gino van Kessel \| Aanvaller \| AS Trenčín \| Slowakije \| Zomer \| - \| \| \| Jody Lukoki \| Aanvaller \| SC Cambuur \| Nederland \| Zomer \| - \| \| \| Joeri de Kamps \| Middenvelder \| sc Heerenveen \| Nederland \| Zomer \| - \| \| \| Ilan Boccara \| Middenvelder \| Évian Thonon Gaillard FC \| Frankrijk \| Zomer \| - \| \| \| Danzell Gravenberch \| Verdediger \| N.E.C. \| Nederland \| Winter \| - \| \| \| Eyong Enoh \| Middenvelder \| Antalyaspor \| Turkije \| Winter \| - \| \| \| Danny Hoesen \| Aanvaller \| PAOK Saloniki \| Griekenland \| Winter \| - \| \| \| Geoffrey Castillion \| Aanvaller \| N.E.C. \| Nederland \| Winter \| - \| |                     |              |                          |             |         |              |
| | Naam                | Positie      | Nieuwe club              | Land        | Periode | Transfersom  |
| | Transfers           |              |                          |             |         |              |
| Vlag van Nederland | Xandro Schenk       | Verdediger   | Go Ahead Eagles          | Nederland   | Zomer   | Onbekend     |
| Vlag van Nederland | Dico Koppers        | Middenvelder | FC Twente                | Nederland   | Zomer   | € 500.000    |
| Vlag van Nederland | Derk Boerrigter     | Aanvaller    | Celtic FC                | Schotland   | Zomer   | € 2.200.000  |
| Vlag van Denemarken | Christian Eriksen   | Middenvelder | Tottenham Hotspur FC     | Engeland    | Zomer   | € 13.500.000 |
| Vlag van België | Toby Alderweireld   | Verdediger   | Atlético Madrid          | Spanje      | Zomer   | € 8.000.000  |
| | Transfervrij        |              |                          |             |         |              |
| Vlag van Nederland | Roly Bonevacia      | Middenvelder | Roda JC                  | Nederland   | Zomer   | -            |
| Vlag van Servië | Miralem Sulejmani   | Aanvaller    | Benfica                  | Portugal    | Zomer   | -            |
| Vlag van Nederland | Ryan Babel          | Aanvaller    | Kasımpaşa SK             | Turkije     | Zomer   | -            |
| Vlag van Nederland | Chiel Kramer        | Keeper       | sc Heerenveen            | Nederland   | Zomer   | -            |
| Vlag van Finland | Henri Toivomäki     | Verdediger   | FC Lahti                 | Finland     | Zomer   | -            |
| Vlag van Nederland | Ricardo Kip         | Middenvelder | Almere City FC           | Nederland   | Zomer   | -            |
| Vlag van Nederland | Boban Lazić         | Aanvaller    | Olympiakos Piraeus       | Griekenland | Winter  | -            |
| | Einde huur          |              |                          |             |         |              |
| Vlag van Spanje | Isaac Cuenca        | Aanvaller    | FC Barcelona             | Spanje      | Zomer   | -            |
| | Verhuurd            |              |                          |             |         |              |
| Vlag van Nederland | Mitchell Dijks      | Verdediger   | sc Heerenveen            | Nederland   | Zomer   | -            |
| Vlag van Nederland | Gino van Kessel     | Aanvaller    | AS Trenčín               | Slowakije   | Zomer   | -            |
| Vlag van Congo-Kinshasa | Jody Lukoki         | Aanvaller    | SC Cambuur               | Nederland   | Zomer   | -            |
| Vlag van Nederland | Joeri de Kamps      | Middenvelder | sc Heerenveen            | Nederland   | Zomer   | -            |
| Vlag van Nederland | Ilan Boccara        | Middenvelder | Évian Thonon Gaillard FC | Frankrijk   | Zomer   | -            |
| Vlag van Nederland | Danzell Gravenberch | Verdediger   | N.E.C.                   | Nederland   | Winter  | -            |
| Vlag van Kameroen | Eyong Enoh          | Middenvelder | Antalyaspor              | Turkije     | Winter  | -            |
| Vlag van Nederland | Danny Hoesen        | Aanvaller    | PAOK Saloniki            | Griekenland | Winter  | -            |
| Vlag van Nederland | Geoffrey Castillion | Aanvaller    | N.E.C.                   | Nederland   | Winter  | -            |

###### Technische/medische staf
| Aangetrokken \| Naam \| Functie \| Oude Club \| Land \| \| --------------- \| --------------------------- \| ---------- \| --------- \| \| Jaap Stam \| Assistant / Defensive Coach \| PEC Zwolle \| Nederland \| \| Perry Augustine \| Performance Coach \| - \| - \| \| Ronald Vermeer \| Fysiotherapeut \| - \| - \| |                             |            |           |
| Naam | Functie                     | Oude Club  | Land      |
| Jaap Stam | Assistant / Defensive Coach | PEC Zwolle | Nederland |
| Perry Augustine | Performance Coach           | -          | -         |
| Ronald Vermeer | Fysiotherapeut              | -          | -         |